# Ivan Rafael Rodić
Ivan Rafael Rodić (tudi Ivo Rodić, italijansko Giovanni Raffaele Rodic, slovensko: Janez Rafael Rodič), hrvaški duhovnik, frančiškan in nadškof; *15. junij 1870, Nurkovac, Slavonska Požega (takrat Avstro-Ogrska, danes Hrvaška); †10. maj 1954 Slavonska Požega (takrat Jugoslavija, danes Hrvaška). 
Beograjski nadškof je bil 1924-1936, apostolski upravitelj Banata (Veliki Bečkerek) pa 1923-1936.

## Življenjepis
Nadškof Ivan Rafael Rodić OFM je bil hrvaški cerkveni dostojanstvenik, ki je zasedel kot prvi nadškof nadškofijski sedež novoustanovljene Nadškofije Beograd-Smederevo 1924-1936; obenem pa je zadržal leto prej začeto vodstvo Banatske apostolske uprave.

### Družina in šolanje
Ivan Rafael Rodić se je rodil 15. junija 1870 kot peti od šestih otrok v vasi Nurkovcu  pri Slavonski Požegi v takratnem Troenem kraljestvu Hrvaške, Slavonije in Dalmacije, v Avstro-Ogrskem cesarstvu, v njegovem ogrskem delu. Krstil ga je na ime Ivan še istega dne brestovski župnik Ferdinand Domanković. Njegova starša Fabijan (1840-1918) iz Nurkovca in Ana rojena Kožović (1837-1917) iz bližnjih Pavlovcev sta bila kmečkega rodu. Rodičevci so dali Cerkvi šest duhovnikov, med njimi štiri frančiškane; med njimi je bil Ivan najmlajši ter peti od šestero otrok.
Vasica Nurkovac je imela ob njegovem rojstvu  320, 1955 jih je bilo 255, 2001 245, a danes (2021) ima naselje le še 185 prebivalcev; namestila se je na obronke Požeške gore, na levi strani ceste med Slavonsko Požego in Novo Gradiško.
V ljudsko šolo je hodil v Brestovcu; njegov prastric, nekdanji frančiškanski provincijal Ivo Rodić, mu je priskrbel nadaljevanje šolanja na priznani požeški klasični gimnaziji, kjer je bival v frančiškanskem samostanu. K frančiškanom je vstopil na Dunaju 14. septembra 1886, kjer je na koncu noviciata napravil zaobljube ter prejel redovniško ime Rafael. Šolanje je nadaljeval v Dunaföldvárju na Madžarskem. Prvi letnik bogoslovja je obiskoval v Baji, nadaljeval pa na Dunajski univerzi, kjer je študije končal z odliko. Slovesne zaobljube je izrekel na Dunaju 14. julija 1891, duhovniško posvečenje pa prejel v Dunajski stolnici svetega Štefana 23. julija 1893 iz rok nadškofa in kardinala Gruscha.

#### Profesor
Kot frančiškan je torej diplomiral na Dunajski univerzi iz bogoslovja ter 1893 začel poučevati teologijo v Baji, kjer je ostal do 1898. 
Za časa njegovega poučevanja v Baji je Leon XIII. ukazal, da se morajo štiri frančiškanske veje: observanti (Observants), reformiranci (Riformati), alkantarinci (Alcantarines) in rekolektinci (Recollects) zopet združiti v eno samo družino pod imenom Ordo Fratrum Minorum (Red manjših bratov), kar je bilo v skladu z Rodičevo usmeritvijo.

### Prenova za novo stoletje
Posledice razsvetljenstva, absolutizma in na področju Avstroogrskega cesarstva zlasti jožefinizma so bile namreč za versko življenje pogubne; med drugim so posvetnost in laksizem, podrejenost zemeljski oblasti in razvade glede na pravila vdirale tudi v življenje redovnih družb. Zato je sprožil Leon XIII. prenovo tudi med frančiškani: 4. oktobra 1897 je objavil bulo Felicitate quadam, s katero je začrtal smernice; obenem je združil številne moške veje reda manjših bratov v tri veje, ki obstajajo še danes:
1. prvi (moški) red, ki se nadalje deli spet na tri veje in šteje dandanes okoli 30.000 članov:
  1. manjši bratje iz observance, v slovenščini: frančiškani ali observanti, kratica: OFM, nosijo temnorjavo redovno obleko ali habit;
  2. manjši bratje minoriti, v slovenščini: minoriti ali konventualci, kratica: OFMConv, nosijo črn habit;
  3. manjši bratje kapucini, v slovenščini: kapucini, kratica: OFMCap, nosijo rjav habit;
2. drugi (ženski) red - klarise, kratica: OSC, šteje okoli 7.000 članic;
3. tretji (laiški) red - Frančiškov svetni red ali tretjeredniki, kratica: OFS, ki pa šteje okoli 3 milijone članov.

#### Nova provinca in novo vodstvo
Takrat se je pokazala potreba po preureditvi obstoječih provinc, saj se je širilo po nekaterih samostanih ne le godrnjanje zoper prestrogo obnovo, ampak so temu sledili zlasti na Ogrskem (200 članov) in na Dunaju mnogi izstopi; tega je bilo manj na Hrvaškem in tudi zato je bila s papeškim blagoslovom ustanovljena nova (reformirana) Provinca svetega Cirila in Metoda; 3. junija 1900 pa je uprava frančiškanskega reda z odlokim Ordine nostro potrdila ustanovitev nove province na ozemlju pod upravo hrvaškega bana in sabora: začenši na vzhodu od Srema in Slavonije prek Podravine in osrednje Hrvaške z Medmurjem, obalnim območjem severnega Jadrana z Gorskim kotarjem in Liko. V novo sestavo so bili vključeni samostani iz treh prejšnjih provinc: hrvaško-kranjske sv. Križa, slovansko-podonavske sv.Janeza Kapistrana in ogrske sv. Ladislava. Novo središče je postal Zagreb, njen prvi provincialni minister častitljivi Božji služabnik Slovenec Vošnjak, prvi kustos pa Rodič (1900-1903).

#### Cerkvene službe
Rodič je bil med voditelji hrvaškega katoliškega gibanja, ki ga je začel Slovenec - krški škof Mahnič. Opravljal je pomembne službe znotraj frančiškanskega reda kakor tudi na ravni vesoljne Cerkve ter je bil med drugim:
1. profesor svetopisemskih ved v Baji (1893-1898);
2. svetovalec vrhovnega komisarja Lutza in gvardijan frančiškanskega samostana na Dunaju (1899);
3. prvi kustos novoustanovljene hrvaške frančiškanske province Svetega Cirila in Metoda (1900-1903)[22];
4. gvardijan frančiškanskih samostanov v Zagrebu (1900-1903; 1909-1912), Varaždinu (1903-1909) in na Trsatu (1918-1923).[23];
5. provincijalni definitor in minister 1912-1918;
6. obnovitelj cerkva v Zagrebu, Iloku in na Dunaju;
7. urednik glasila tretjerednikov "Ružičnjak" (1906);
8. urednik homiletičnega časopisa "Dušobrižnik" (1909);
9. preureditelj frančiškanskega Tretjega reda na Hrvaškem in v Bosni in Hercegovini z ustanovitvijo Zveze tretjega reda;
10. ustanovitelj Družbe sv. Rafaela za izseljence;
11. ureditelj dušnopastirske skrbi za slovenske in hrvaške priseljence v Kanadi in ZDA;
12. glavni apostolski vizitator v Kanadi in ZDA, kakor tudi v več evropskih državah;[24]
13. bil je tudi provincijal na Hrvaškem (od 1912).[25] [26] 1881-1884 pa je bil provincijal Province sv. Janeza Kapistrana, ki je obsegala Slavonijo, Srem in velik del Južne Ogrske.[27][28]

Njegovo delovanje je bilo vsestransko; sedaj se je navdušil še nad prenovo in je postal poleg provincijala Slovenca Vošnjaka njen glavni uresničevalec ter je zapisal:
| Hrvaški izvirnik | Slovenski prevod |
| --- | --- |
| Otkako poznajem naš Red, nikada nisam odobravao način života koji se po našim stranama uvukao i uvriježio. Stoga sam radosno pozdravio vijest o reformi… Ja vas iskreno kao pravi vaš brat savjetujem, da bez ikakva krzmanja primite reformu | Odkar poznam naš red, nikoli nisem odobraval načina življenja, ki se je prikradel in uveljavil pri nas. Zato sem z veseljem pozdravil novico o prenovi... Odkritosrčno vam priporočam kot vaš pravi brat, da prenovo sprejmete brez kakršnegakoli obotavljanja. |

V zvezi stem je postal vrhovni apostolski vizitator (=obiskovalec, nadzornik) frančiškanov; v tej vlogi je obiskal in preveril, ali je njihovo delovanje v skladu s papeškimi smernicami, številne samostane po Evropi in Ameriki.
Rodić je pošiljal misijonarje v ZDA, pa tudi enega priljubljenega misijonarja v Nemčijo, da bi misijonarili med slovenskimi in hrvaškimi priseljenci.

## Škof

### Apostolski upravitelj
Najprej le v Bečkereku

Sorazmerno dokaj pozno - šele po zapletenih diplomatskih prizadevanjih - je med drugimi dobila 1923 svojega apostolskega upravitelja tudi banatska apostolska uprava s sedežem v Velikem Bečkereku.
Po besedah barskega nadškofa frančiškana Milinovičaso ime Rafaela Rodiča večkrat omenjali kot možnega škofa na kaki izpraznjeni škofiji že za časa predvojne Avstro-Ogrske.
Frančiškanski gvardijan na Trsatu Rodič je bil torej po vojni, 10. februarja 1923, res imenovan za apostolskega upravitelja jugoslovanskega dela Banata v Kraljestvu Slovencev, Hrvatov in Srbov in se je čez poldrugi mesec preselil v Veliki Bečkerek v Vojvodini. Rodič omenja v pismu z dne 15. februarja v odgovoru na imenovanje, ki je prispelo iz beograjske nunciature, da je take govorice sicer tudi on sam že prej večkrat slišal, vendar je menil, da so to prazne marnje in jih ni jemal resno:
| Latinsko besedilo | Slovenski prevod |
| --- | --- |
| ”Licet a longiori iam tempore fama tum per diurna folia, tum viva voce divulgaretur, exiguitatem meam in combinatione esse pro munere apostolici administratoris in Banatu, nullum hisce pondus dabam. Id tamen, quod possibile vix credidi, æstimatissimæ litteræ Excellentiæ Vestræ adimpletum nuntiant.” | „Čeprav se je že dolgo širila govorica, tako po časopisih kot od ust do ust, da je moja malenkost v načrtu za službo apostolskega upravitelja v Banatu, temu nisem pripisoval nobene teže; vendar to, kar sem komaj verjel kot možno, velecenjeno pismo vaše prevzvišenosti potrjuje kot dejstvo.” |

V spremnem pismu k imenovanju ga je nuncij Pellegrinetti pohvalil, češ da ga osebno sicer še ne pozna, vendar da je o njem slišal veliko lepega; obenem mu ni prikrival težav in vsakovrstnega pomanjkanja, ki ga čaka v novi službi. Opozarja ga, da nima škofijske palače niti sodelavcev niti stolnice.
Ob Rodičevem odhodu je imel poslovilni govor njegov naslednik slovenskega rodu, trsatski gvardijan Vošnjak, ki je povezal njegovo imenovanje za škofa kot čast tako za frančiškane kot za njega osebno.
Tudi tisk je pohvalno poročal o njegovih dosedanjih dosežkih in sposobnostih, ki mu bodo prav prišle na novem in odgovornejšem položaju. Po imenovanju je sporočil generalnemu ministru frančiškanskega reda Tavaniju, da bo tudi v svoji novi službi ostal zvest Frančiškov sin in da bo po možnosti podpiral svoj red.
Na pot se je odpravil iz Bakra 26. marca, v Bečkerek pa je prispel na Veliki petek, 30. marca, in je istega dne napisal pozdravno okrožnico duhovščini, s katero jih vabi na svojo umestitev, ki bo na Belo nedeljo, 15. aprila 1923. Rodič se je po prihodu v Bečkerek skupaj s tajnikom Justinom Čmelarjem najprej naselil v župnišču, nato pa v samostanu pijaristov , kjer je imel tudi urejeno gospodinjstvo.
Celotna apostolska uprava je imela takrat 80 duhovnikov; večina župnij je bilo večjezičnih; sam novi upravitelj pa je tekoče govoril nemško, hrvaško in madžarsko - pa tudi latinsko. Ni pa imel ne stanovanja ne nadarbine ne semenišča za vzgojo duhovniških pripravnikov, kar ga je najbolj težilo; poleg tega je nova država SHS z enostransko agrano reformo oškodovala zlasti katoličane; katoliškim župnijam je odvzela večino zemlje in tako je duhovščina čez noč obubožala.. Rodić se je lotil dela in takoj zapolnil izpraznjene službe glede na cerkvene predpise - naslednji dan po umestitvi; že v prvem letu je opravil tudi birmo in kanonični obisk v 25 župnijah.

### Začetne težave
V 2. členu konkordata iz 1914 glede novih škofij beremo tole določbo:
| Srbsko besedilo | Slovenski prevod |
| --- | --- |
| У Краљевини Србији оснива се једна црквена покрајина коју чине Архиепископија београдска, са седиштем у престоници, чије подручје обухвата границе Србије пре Лондонског и Букурештанског мировног уговора из 1913. године – и суфраганска епископија скопска, са седиштем у Скопљу који обухвата новоослобођене крајеве – прелазећи из надлежности верске пропаганде у регуларну државу. | V Kraljevini Srbiji ustanavljamo cerkveno pokrajino, ki jo sestavljata: Beograjska nadškofija s sedežem v prestolnici; njeno področje zajema meje Srbije pred Londonsko in Bukareštansko mirovno pogodbo iz leta 1913 – in sufraganska Skopska škofija s sedežem v Skopju; njeno področje zajema novoosvobojene kraje – ki preidejo iz pristojnosti Verske propagande v redno upravo. |

Čeprav je bila določba jasna in se je imela Kraljevina Jugoslavija vseskozi za zakonito naslednico Kraljevine Srbije, vendar urejanje novih škofijskih mej in imenovanje njihovih apostolskih upraviteljev in škofov ni potekalo brez hudih zapletov in nepredvidenih ovir ter se je vleklo že od konca vojne in potemtakem ni bilo samo versko, ampak je postalo tudi politično vprašanje. Nič čudnega, saj je imel vladar pravico do sodelovanja pri predlaganju novega škofa: cerkvena oblast mu je predložila kandidate, in on je lahko odklonil tistega, ki se mu ni zdel primeren - kar je vsekakor napredek v primeru s stanjem v Avstroogrskem cesarstvu, ko je bilo obratno: vladar je papežu predložil kandidate in Cerkev je odklanjala neprimerne. 
Novi apostolski upravitelj je bil slovesno umeščen 15. aprila 1923 v župnijski Cerkvi svetega Janeza Nepomuka v Velikem Bečkereku, pri čemer so sodelovali: banjaluški škof Garič, opat Banjaluške trapistovske opatije Marije Zvezde Diamant, hrvaški frančiškanski provincial Troha, čez 30 banatskih duhovnikov ter verna množica. Takoj za naslednji dan je Rodič sklical posvetovanje z dekani in na njihove predloge imenoval vse upravno osebje glede na cerkvene predpise.
Kakšna pa je bila verska slika ob njegovem prihodu? Čeprav so podatki malo poznejši, kažejo približno isto sorazmerje med takratnimi veroizpovedmi, saj je prebivalstvo v mirnodobskem okolju približno enakomerno naraščalo v vseh veroizpovedih. V Banatski upravi so imeli pravoslavni večino: bilo jih je čez tri petine; sledili so jim katoličani s slabima dvema petinama; drugih veroizpovedi je bilo - razen protestantov - komaj za omembo. Če pogledamo natančneje, je bilo katoličanov 206.579, pravoslavcev 332.471, evangeličanov 40.322, judov 4011 in muslimanov 489..
Katoličanov je bilo torej v Banatu več kot tretjina, v celi državi pa skoraj polovica; vendar so oblasti dajale prednost pravoslavnim s finančno podporo zlasti tam, kjer so tvorili večinsko prebivalstvo. Na ta način se je dogajalo, da so kljub precejšnji stopnji verske svobode tudi Rodičevo delovanje rajši ovirale kot podpirale - kar je še bolj prišlo do izraza v Beogradu. Ohranjeno in tukaj objavljeno pismo razodeva, da so obstajale take nepotrebne administrativne ovire že v Bečkereku, kjer je npr. moral novi škof s težkim srcem tik pred najlepšim krščanskim praznikom Božičem odpovedati že začete ljudske misijone. 
V ozadju je bila liberalno-nacionalistična usmeritev beograjskih vlad, začenši od Protićeve pa prek zaporednih Pašićevih, ki se pravzaprav niso potrudile za reševanje perečih narodnostnih, kulturnih in verskih vprašanj v novi državi, ampak so jih včasih še zapletale; usmeritev Stojadinovićeve vlade je bila sicer bolj odprta, vendar je prišla do veljave za Rodića očitno prepozno. Položaj je še bolj zapletalo dejstvo, da so bili v novi državi prebivalci ne le različnih ver, ampak tudi istoverski iz zgodovinsko različnih pravnih ureditev: samo katoličani so v Stari Jugoslaviji izhajali iz šesterih različnih pravnih sistemov (enako pravoslavni), ki jih je nasilno poenotila šele Aleksandrova diktatura. Glede odnosa do verskih vprašanj je bilo vsem tem vladam (razen Stojadinovičevi) skupno, da so se hotele prikupiti pravoslavni večini ter so vzele na piko zlasti katoliško manjšino - saj so imeli v Skupščini Srbi tudi največ zastopnikov. To je povzročalo nepotrebna trenja zlasti med največjima narodoma - med Srbi in Hrvati. Občutku verske in narodnostne zaapostavljenosti se je pridružila še svetovna gospodarska kriza, kar je skupaj vzeto netilo nezadovoljstvo širokih vernih množic ter posredno podžigalo že podedovane in dodane narodnostne napetosti. Plahi poskusi za ureditev odnosov s Katoliško Cerkvijo takoj po Prvi svetovni vojni so se izjalovili že v kali, ker je vladajočim manjkala resna volja za ureditev medsebojnih odnosov s pravičnim konkordatom; s Srbijo je bil sicer sklenjen 1914, ampak po zelo razširjenem - vendar zmotnem mnenju - ni bil nikoli ratificiran.
V resnici pa je ta konkordat bil ne le podpisan, ampak tudi ratificiran; tudi sama ustanovitev beograjske nadškofije je bila predvidena s tem konkordatom, ki ga je Sveti sedež sklenil s Kraljevino Srbijo; v Rimu je bil podpisan 24. junija, narodna skupščina v Nišu pa ga je soglasno potrdila 8. avgusta 1914 - po nekaterih virih že 26. junija. Logično bi torej bilo, da bi nova država Kraljestvo Slovencev, Hrvatov in Srbov - kot zakonita naslednica Kraljevine Srbije - kakor tudi najmočnejša verska skupnost v novi državni tvorbi - Srbska pravoslavna Cerkev - upoštevali in izvajali vse iz njega izhajajoče obveznosti - vendar je oblast to delala selektivno. Mestna oblast tako na primer sploh ni poskrbela v Bečkereku za upraviteljevo stanovanje, podobno ne za nadškofovo v Beogradu. Medtem so pravoslavnim šli na roko celo tako daleč, da so si npr. za vladikov dvorec v Vršcu "sposodili" stebre iz Bečkereške občinske stavbe . Dodelitev primerne lokacije za stolnico v prestolnici je bila prazna obljuba in slepomišenje; denarna podpora za gradnjo cerkva in potrebnih upravnih stavb je ali zamujala ali popolnoma izostajala - vendar so imele redovne beograjske skupnosti pri tem več sreče. Med množicami se je zato širilo mnenje, da konkordata sploh nikoli ni bilo oziroma da ni bil nikoli ratificiran - kar je doseglo vrhunec v Konkordatni krizi, ki je bila tragikomični "začetek konca Jugoslavije". 
Britanski zgodovinar Malcolm (*1956) je o teh balkanskih zdrahah zapisal: "Največja razdiralna sila v jugoslovanski politiki teh let je bil srbski nacionalizem: Srbi so, nahujskani od Pravoslavne cerkve, s hudimi demonstracijami uspeli preprečiti sklepanje "konkordata" med Jugoslavijo in Vatikanom leta 1937." Zato večina zgodovinarjev meni, da je bil spopad okoli konkordata poskus rušenja vladajoče koalicije in predhodnica poznejših usodnih dogodkov.
Take težave so torej pestile prvega banatskega apostolskega upravitelja že od samega začetka v Bečkereku in ga spremljale tudi, ko je postal prvi beograjski nadškof ter ga končno prisilile k odstopu.
Apostolska uprava jugoslovanskega dela Banata je bila poprej del velike Čanadske škofije, ki jo je v enajstem stoletju ustanovil ogrski kralj sveti Štefan; njen zavetnik je bil sveti Mirko - Štefanov sin. Njen prvi škof pa je bil sveti Gerard, ki je postal zavetnik nove škofije šele v Novi Jugoslaviji; medtem pa administratura v Stari Jugoslaviji sploh ni imela svojega lastnega zavetnika. Škofija je obsegala celotno področje med Tiso in Donavo vse do Karpatov in je bilo katoliško prebivalstvo - Nemci, Madžari in Hrvati, poleg njih še Romuni in Čehi - v večini. Po Prvi svetovni vojni pa je bila s Trianonsko pogodbo razdeljena na tri dele: največji del je prigrabila Romunija, manjši del Država Slovencev, Hrvatov in Srbov, Madžarski pa je ostal najmanjši, severni del okoli Segedina. 1927 je imela tako uprava 64 župnij z 80 duhovniki in 202.000 verniki, ki so bili po številu na prvem mestu Nemci (Donauschwaben), sledili so jim Madžari, pa Hrvati in drugi - in tukaj so postali katoličani sicer krepka, vendar manjšina.
V tej jezikovni babiloniji »s toliko narodnosti, ki so še kako občutljive, kadar gre za njihov lastni jezik in običaje«, je lahko na zadovoljstvo vseh deloval le človeško in humanistično razgledan ter krščansko in znanstveno izobražen človek, kar je Rodič, bil saj »je ohranil ugled nepristranskega nadpastirja«. V tem se strinjajo ohranjena pričevanja; navedimo le zahvalo nekega banatskega bogoslovca:
| Hrvaški izvirnik | Slovenski prevod |
| --- | --- |
| ”Vi ne stanujete više u Beogradu; Vi ne nosite više titulu beogradskog nego plovdivskog nadbiskupa; ali Vi ostajete naš natpastir, u srcima našeg puka ideal natpastira kojije Nijemcima i mađarima i Hrvatima, svima jednako bio duhovni otac, svima dao jednaka prava, a u srcima ideal duhovnog oca, koji u svojim suradnicima najviše cijeni svećenika, a ne pripadnost kojoj naciji.” | »Ne živite več v Beogradu; ne nosite več naziva beograjski, ampak plovdivski nadškof; a Vi ostajate naš nadpastir, v srcih našega ljudstva vzor nadpastirja, ki je bil Nemcem, Madžarom in Hrvatom duhovni oče, dajal vsem enake pravice; v njihovih srcih pa vzor duhovnega očeta, ki v svojih sodelavcih najbolj ceni duhovnika, a ne pripadnost kaki narodnosti.« |

#### Koliko škofij?
Poleg Banata je v novo državo prišel še večji del Bačke in manjši del Baranje. Cerkvena ureditev tako različnih vojvodinskih delov pa nikakor ni bila enostavna; Janko Šimrak je zato glede na zapletenost zadeve v začetku leta 1923 napisal, da bi jih bilo treba 
| Katolička Crkva i prijedlog budžeta | Katoliška Cerkev in predlog proračuna |
| --- | --- |
| barem privremeno urediti sa imenovanjem apostolskih administratora. Sa strane katoličkog episkopata, koliko je nama poznato, učinjeni su u tom pogledu prijedlozi. Što se stvar zategla sve do danas na štetu ne samo crkvenih nego i državnih interesa, krivnja je na našim nesređenim stranačkim prilikama. Beogradski politički krugovi traže da se osnuju za pomenute pokrajine katoličke biskupije. Jedna bi imala sjedište u Subotici, druga u Novome Sadu, a treća u Vel. Bečkereku, a 4. u Vršcu. Ovakvo rješenje formira srp. najjača politička stranka u onim krajevima. Sa stanovišta dobre pastve nije loše da su biskupije manje, ali ovdje nije to razlogom cijepanju, nego nešto posve drugo, što nije teško otkriti. Državna će vlast - barem ona tako misli - imati veći utjecaj na katoličke crkvene prilike u onim krajevima, što će biti više biskupa. Medju četvoricom će vazda naći po jednoga pristašu, a moći će kod imenovanja da stavlja uslove drugome faktoru. | vsaj začasno urediti z imenovanjem apostolskega upravitelja. Kolikor nam je znano, so s strani katoliških škofov podani tozadevni predlogi. Za zavlačevanje zadeve do danes, kar je škodovalo ne le koristim Cerkve, ampak tudi države, so krive naše neurejene politične razmere. Politični krogi v Beogradu namreč zahtevajo ustanovitev štirih apostolskih uprav za omenjene pokrajine. Prva pokrajina naj bi imela središče v Subotici, druga v Novem Sadu, tretja v Velikem Bečkereku, četrta pa v Vršcu. Takšen predlog rešitve oblikuje najmočnejša srbska stranka (JRZ) na tem področju. Z vidika dobrega dušnega pastirstva ne bi bilo slabo, če bi bile tamkajšnje škofije manjše; tukaj pa to ni pravi razlog za razdrobljenost, ampak nekaj drugega, česar ni težko ugotoviti. Državna oblast bo mogla imeti večji vpliv na cerkvene zadeve v teh pokrajinah, če bo več škofov. Med štirimi bodo vedno lahko enega pridobili na svojo stran, medtem ko bodo lahko med imenovanjem drugim dejavnikom postavljali pogoje; vsaj tako mislijo v državni upravi. |

Ti razlogi so končno prevladali in ustanovljeni sta le dve apostolski upravi: ena v Bački s sedežem v Subotici z upraviteljem Budanovičem, ena pa v Banatu z upraviteljem Rodičem.

#### Evharistični shodi
Rafael Rodič je že od samega začetka sodeloval pri evharističnem gibanju, ki ga je iz Slovenije prenesel na Hrvaško škof Mahnič.
Rodič je kot stalni član odbora za prirejanje mednarodnih evharističnih shodov na nekaterih tudi osebno sodeloval: 1912 na 23. mednarodnem evharističnem shodu na Dunaju, ki so se ga v glavnem mestu svoje velike države udeležili tudi mnogi Slovenci; 1926 je bil osebno na 28. MES-u v Chicagu, 1932 na 31. MES-u v Dublinu, 1938 pa na 34. mednarodnem evharističnem shodu v Budimpešti.
On sam je temeljito organiziral tudi evharistični shod v Bečkereku 1934, ki ga je vodil na splošno zadovoljstvo in so se ga radi še dolgo spominjali tudi verniki iz bližnje Mužlje, ki so se ga v lepem številu udeležili skupno s svojim dolgoletnim župnikom Čokom.
Ta shod je bil v zvezi z 32. mednarodnim evharističnim shodom v Buenos Airesu, ki je trajal od 10. do 14. oktobra 1934 in je imel za geslo: Kristusovo družbeno vladanje in evharistija. To je bil prvi tak shod v Južni Ameriki; apostolski legat je bil tam kardinal Eugenio Pacelli, poznejši papež Pij XII.. V Parku Palmero se je zbralo milijon ljudi, ki so poslušali radijski pozdrav in blagoslov Pija XI. iz Vatikana. Podobno je bečkereški shod prevevala ista vodilna misel, le da je potekal v skromnejših okvirjih.

#### Cerkev sv. Janeza Nepomuka
Veliki Bečkerek je bil pomembno kulturno in gospodarsko, politično in versko središče tako za časa Avstro-Ogrske, kakor tudi v novi državi SHS, ko je še pridobil na pomenu, ker je bil z mejami ločen od naravnega banatskega središča – Temišvara. Spremljal je in včasih celo prehiteval svetovni razvoj. Tako je že 1891 uveden telefon, komaj pet let pozneje pa je dobilo mesto že električno razsvetljavo. Z železniško progo je bil medtem povezan s Kikindo, Vršcem, Temišvarom in Pančevim. V Bečkereku so izhajai časopisi v več jezikih: v nemščini, madžarščini, hrvaščini in srbščini; imel je svojo knjižnico, gledališče, kino in več tiskarn.
Katoličani so skozi dolgo obdobje v mestu in okolici tvorili večino. 1870 je imelo mesto 19.667 prebivalcev v  1.960 gospodinjstvih. Leta 1900 pa so našteli že 26.407 prebivalcev, od katerih so bili 9.279 Madžari, 8.091 Srbi, 8.055 Nemci, 423 Slovaki, 281 Romuni, 70 Hrvati in 199 ostali. 

V času po Prvi svetovni vojni so se zaradi ugodnih možnosti naseljevali številni uradniki, obrtniki, podjetniki (livarna Bobek) ali navadni delavci zlasti iz bivšega avstroogrskega dela nove države - med njimi tudi Slovenci, ki so iskali delo in zaslužek. V sklopu pijaristovske gimnazije je bila Gimnazijska cerkev svetega Štefana; svojo kapelico so imele sestre notredamke v svojem samostanu-šoli, kakor tudi usmiljeni bratje v od njih ustanovljeni bolnišnici, v kateri so požrtvovalno delali. Ta karitativni red je imel središče v Gradcu; znan je tudi v Sloveniji; saj ni ustanovil bolnišnice le v Velikem Bečkereku, vendar tudi drugod, tako na primer v Novem mestu na Kandiji 1894.
Stanovanje si je novi upravitelj najprej uredil v župnišču, pozneje pa v samostanu pijaristov; za stolnico je lahko imel na razpolago prostorno Župnijsko cekev Svetega Janeza Nepomuka. Ta katoliška cerkev je zgrajena 1868 na mestu starejše baročne katoliške cerkve, ki so jo zgradili pod pokroviteljstvom Čanadske škofije po ukazu avstrijske cesarice Marije Terezije med 1758-1763. Zaradi skokovito naraščajočega števila katoličanov in zaradi nevarnosti, da se podere, so gradili 1864-1868 na mestu podrte - veliko manjše baročne cerkvice, v katero je med drugim udarila strela in je lahko sprejela pod svojo streho le petino vernih katoličanov. Pod Turki je prav tam stala Bečkereška trdnjava z mošejo - katero so spremenili po osvoboditvi 1717 v katoliško cerkev. 
Kot triladijsko stavbo jo je zasnoval v romantičnem neoromanskem slogu stavbenik Brandeisz. Poslikal jo je po zgledu na Dorejeve jedkanice tirolski slikar Gojgner, ki se je nekaj let prej izkazal tudi v bližnji Ečki, kjer je naslikal križev pot na stene velikanske cerkve, katero je gradil grof in general Sigismund Lazar 1862-1864 - okoli že obstoječe manjše cerkve prav tako v neoromanskem slogu, a po načrtih znamenitega Ybla. Poslikave so vzete po motivih iz svetega pisma; za podobo "Jezus pred Pilatom" mu je bil vzor Munkácsy, za "Zadnjo večerjo" Da Vinci, za "Marijo z Jezuščkom" pa Székely. 
1907 je cerkev pridobila baročno bučne Wegensteinove orgle iz Temišvarja. 

#### Nepričakovane nove težave
Nekdanja Čanadska škofija je obsegala celotni Banat od Tise do Karpatov. Po razpadu Avstroogrskega cesarstva je po Trianonskem sporazumu razpadla na tri dele: največji del s Temišvarom je prigrabila Romunija, najmanjši del s sedežem v Segedinu je ostal Madžarski, srednje velik zahodni del pa je pripadel novi državi Slovencev, Hrvatov in Srbov.
Katoliška Cerkev je v načeloma laični državi imela enako svobodo delovanja kot druge verske skupnosti. Najštevilnejša je bila Pravoslavna, kateri pa je oblast bolj šla na roke; medtem ko je katoličanom večkrat postavljala nepotrebne ovire pod pretvezo, češ da je Katoliška Cerkev "tuja" ter premalo usmerjena jugoslovansko in državotvorno zlasti zato, ker ima sedež v "fašistični" Italiji. Tak odklonilen odnos je občutil Rodič zlasti tedaj, kadar je izostala pomoč državnih oblasti pri gradnji semenišča Crisinum za duhovniške kandidate iz Banata. Pozneje pa je kot beograjski nadškof večkrat zaman moledoval za pomoč pri graditvi nove stolnice; tam mu mestne oblasti ne le da niso dale primernega lokacijskega dovoljenja za časa celotnega njegovega nadškofovanja od 1923-1936, ampak so napredovanje novoustanovljene nadškofije na gmotnem in verskem področju na več načinov celo ovirale.
Pod različnimi pretvezami so že dana dovoljenja večkrat celo preklicale in na ta način praktično onemogočile graditev predstavitvene stolnice v glavnem mestu; istočasno so brez težav dajale lokacijska dovoljenja in denarno pomoč za sočasno gradnjo več pravoslavnih cerkva; na eni od možnih lokacij so 1931 začeli z državno pomočjo graditi Cerkev svetega Marka. Poprej v Beogradu ni bilo katoliških cerkva oziroma kapel, ni pa bilo niti pravoslavnih - saj jih niso rabili, ker niso imeli navade hoditi k nedeljski maši. Šele ko so kje začeli graditi katoliško, so blizu stočasno začeli graditi pravoslavno cerkev: tako blizu Cerkve svetega Antona na Rdečem križu, potem blizu Francoske cerkve (Sveti Sava na Vračarju), pa tudi na Čukarici blizu Cerkve svetega Cirila in Metoda.
Katoličani so kljub temu bili sedaj že zaradi večje številčnosti v boljšem boložaju kot v času Kneževine ali Kraljevine Srbije, ko pravzaprav niso imeli nobenih pravic niti na papirju ne.
Zanimivo je branje pisma, ki razkriva, kako so oblasti ovirale cerkveno delovanje tudi v Banatu; kaže na nepričakovane in nepotrebne zaplete in iz njih izvirajoče motnje, a napisano je tamkajšnjemu dekanu dne 21. decembra 1924 pod tekočo številko 1344. Iz njega se vidi, kako so take samovoljnosti hudo motile urejeno dušnopastirsko delovanje, kar je bilo še zlasti vznemirljivo na področju današnje Vojvodine, kjer so se vedno skozi zgodovino prepletale in soživele različne vere, narodnosti in omike; podobne zadeve so se dogajale tudi v Beogradu, kar bo kot nadškof občutil na lastni koži.
| Lieber Herr Dechant! | Ljubi gospod dekan! |
| --- | --- |
| Ich muss Ihnen eine ungemeine traurige Nachricht mittheile. Die Regierung hat den Patres Missionären das Visum nicht verlangen wollen und somit können Sie leider die Misionen nicht fortsetzen. Die 2 Patres Tomitscek und Dr Schnabel sind beide shon am Donnerstag abgereist. Ich bitte also den 2 Patres, die heute zu Ihnen kommen, dies mitzutheilen, dass sie Nachmittag hieher kommen. Die Regierung hat das Visum verwägert, weil jetzt Wahl-agitationen sind. Der 1 Pater, dessen Visum auf 6 Monate lautet kann hier verbleiben und allein die Missionen halten. Die Weihnatswoche möchte ich ihn nach Glogonj schicken, wo der Herr Pfarrer leidend ist. Da könnte er allein die hl. Mission abhalten und die Feiertage dem Herrn Pfarrer erleichtern. Es thut mir unendlich wehe, dass die Missionen nicht abgehalten werden. Es ist aler „vis maior” und da kann mann nichts machen. Glückliche Weihnatsfeier Tage! Mit oberhirtlichem Gruss u. Segen Ihr ergebenster P. Rafael Rodič, electus aepiscopus, apost. adm. V-Bečkerek, 21/XII-24 | Moram Vam sporočiti nenavadno žalostno novico. Vlada očetom misijonarjem ni hotela podaljšati dovoljenja za bivanje in zato žal ne bodo mogli nadaljevati misijona. Dvojica (iz skupine misijonarjev) – oče Tomiček in dr. Schnabel – sta odpotovala že v četrtek. Prosim, sporočite to patroma, ki bosta prišla danes k vam, in naj popoldne prideta sem (k meni). Vlada je zavrnila dovoljenje za bivanje (vizum), ker je sedaj predvolilna groznica. Tisti oče, čigar dovoljenje se glasi na šest mesecev, lahko ostane tukaj in sam opravlja misijon. Skozi božični teden ga bi mogel poslati v Glogonj, kjer je gospod župnik bolan. Tam lahko ima on sam sveti misijon in olajša gospodu župniku praznike. Neskončno mi je žal, da ne bo mogoče imeti misijona (kakor je bil načrtovan). Vse je „višja sila” in tukaj ne moremo ničesar ukrepati. Vesele Božične praznične dni! Z nadpastirskim pozdravom in blagoslovom Vaš najbolj vdani P(ater) Rafael Rodič, izvoljeni škof, apostolski upravitelj. Veliki Bečkerek, 21. december 1924 |

### Prvi katoliški nadškof v Beogradu
Nato pa tudi v prestolnici

Ustanovitev Beograjske nadškofije je bila predvidena s konkordatom, ki ga je Sveti sedež sklenil s Kraljevino Srbijo; v Rimu je bil podpisan 24. junija pod št. 71.969, narodna skupščina v Nišu pa ga je soglasno potrdila 8. avgusta 1914. Tako je bil 29. oktobra 1924 imenovan za nadškofa dotedanje Škofije Beograd-Smederevo.
Število katoliških vernikov je raslo, vsega drugega pa je manjkalo; ob njegovem prihodu je bilo v celi nadškofiji le pet duhovnikov na 40.000 vernikov in cerkvi v Nišu ter Kragujevcu.
Beograd je postal sedaj prestolnica nove države in je privlačil ljudi različnih slojev in poklicev; številna so bila slovenska in hrvaška dekleta, ki so prihajale kot služkinje iskat dela v premožnejše hiše; zanje so šolske sestre ustanovile zavetišče na ulici Vojvoda Milenka in jim pomagale pri iskanju službe. Sem so prihajali tudi častniki ter vojaki na služenje vojnega roka, politiki, umetniki, znanstveniki, izobraženci in razni obrtniki. Katoličani so se priseljevali tudi drugod po Srbiji, zlasti v rudarska središča kot navadni, ali pa tudi visoko usposobljeni delavci - zlasti sredi krize in njene posledice brezposelnosti iz Zasavskih revirjev v rudnike Bor, Zaječar, Aleksinac, dnevnokopni premogovnik Ravna Reka in še drugam. Zato je število katoličanov naraščalo tako v Srbiji kot v Beogradu, kjer je bilo leta 1921 katoličanov 10.000, leta 1926 pa že čez 16.000.
Število katoličanov pa je v Beogradu stalno naraščalo in tako je bilo glede na Popis prebivalstva v Kraljevini Jugoslaviji 1931 v prestolnici tega leta med 288.938 prebivalci že nekajkrat več kot po vojni in sicer kar 56.776 katoličanov. 

#### "Brez sleherne človeške pomoči"
Nuncij Pellegrinetti v spremnem pismu ni niti malo olepševal obupnih razmer, v katerih se je tedaj nahajala novoustanovljena nadškofija, ko mu je zelo realistično opisal težavne razmere takole:
| Bez svake ljudske pomoći | Brez sleherne človeške pomoči |
| --- | --- |
| Znaj, katedrale nemaš, a nije se ni počela graditi; nadb. kurije ne ima, svećenika je jako malo, vjernici su u najudaljenijim mjestima razasuti, redovničkog zavoda nikakova, ni muškog ni ženskog, katoličkih škola nikakovih, siromaštvo najveće – a sve se ovo ima urediti malne bez svake ljudske pomoći | Vedi, stolnice nimaš, a niso je niti začeli graditi; nadškofijska palača ne obstaja; duhovnikov je zelo malo, verniki so razkropljeni po najbolj oddaljenih krajih, redovniške hiše ni niti ene – ne moške ne ženske; katoliških šol ni nobenih, a vlada najhujša revščina - a vse to bo treba urediti takorekoč brez sleherne človeške pomoči |

Kot prvi škof velikanske novonastale škofije v čisto spremenjenih razmerah ni imel preprostega dela, zato se je takoj vrgel na delo in se najprej naslonil na pomoć raznih redovnih moških in ženskih družb. Začel je ustanavljati nove župnije po Beogradu in širši Srbiji. Duhovno oskrbo so potrebovali vojaki, uslužbenci, diplomatsko osebje, pa tudi drugi delavci, ki so prihajali iz vseh predelov nekdanje Avstro-Ogrske, in ki so poslej spadali v kraljestvo SHS. Začele so delovati tudi dobrodelne ustanove. 
Toda škof, škofija in verniki so bili skrajno revni in zato niso zmogli dokončati začetih podjetij, ki bi jih škofija z rastočim številom vernikov nujno potrebovala, a to so bile predvsem versko-izobraževalne ustanove s pripadajočimi poslopji, kjer bi se šolali duhovniški pripravniki in delovala katoliška društva; potrebna je bila stolnica, kjer bi se zbirali verniki – s pripadajočo nadškofijsko palačo in osebjem – a da ni bilo niti enega ne drugega ne tretjega. Računajoč na dobro voljo in pomoč države, kralja in dobrotnikov - zlasti pa čanadskega škofa Glattfelderja, se je lotil Rodič prevelikega - takorekoč nemogočega podjetja, ki je bilo zaradi katoličanom nenaklonjenega okolja že vnaprej obsojeno na neuspeh; uštel se je namreč prav v oceni dobre volje in radodarnosti velikih dobrotnikov: državnega vodstva, kralja in škofov, česar pa številni manjši dobrotniki nikakor niso mogli nadomestiti.
Rodičevemu predhodniku Strossmayerju so srbske oblasti večkrat očitale, da stanuje "na tujem" (v Avstro-Ogrski) in da je "samo upravitelj" obsežne Beograjsko-Smederevske škofije (medtem ko je bil "redni škof" Džakovske in vrhbosenske). Škof Strossmayer si je največ zaradi proti katoličanom usmerjenih ukrepov Kraljevine Srbije na vso moč prizadeval dokazati tako Svetemu sedežu kot srbski vladi, da ne bo miru in ureditve katoliških zadev, dokler ne bo sklenjen konkordat.
Sedaj pa je Srbija v Rodiču dobila čisto "svojega" - jugoslovanskega nadškofa in "svojo" - srbsko nadškofijo (po konkordatnih določilih iz 1914), ki je stanoval v sami prestolnici in je bil povrhu še pripadnik "troenega jugoslovanskega plemena". Bližnja prihodnost bo kmalu pokazala, da to ni nič vplivalo na takorekoč prirojene predsodke Srbov zoper Zahod, Vatikan in Hrvate, ki so zato na katoličane še vedno gledali kot "uljeze" (=vrinjence) in nezaželene tekmece na verskem področju, ki so jih sumili za "unijačenje" in "prozelitizem" - čeprav je bila resnica večkrat prav obratna. Prav zato so ga merodajni dejavniki pustili na cedilu v najtežjih trenutkih; to da slutiti, da konkordatna kriza ni bila kaka naključna epizoda; merodajni nadškofu iz finančnih težav namerno niso hoteli pomagati; moral je odstopiti, ker je res ostal "brez sleherne človeške pomoči", kot mu je že ob nastopu službe malodane preroško napovedal nuncij Pellegrinetti.

### Nove župnije, cerkve, društva
Rodič se je tega popolnoma zavedal; kljub temu pa se je z vsem mladostnim zaletom vrgel na delo in je v marsičem tudi uspel. Če bi ga ne težili dolgovi iz Banatske uprave, bi v Beograjski nadškofiji lahko v miru dočakal konec službe. Izgradnja megalomansko velike stolnice sčasoma pravzaprav niti ni bila več nujna, saj so se verniki polagoma razporedili po župnijskih cerkvah, ki so kot gobe po dežju rastle po celem področju Beograda: povečana kapelica Kristusa Kralja in Cerkev Svetega Petra v samem središču, Sveti Anton na Rdečem križu, "Francoska cerkev" na Vračarju, Sveti Ciril in Metod pa na Banovem Brdu oziroma na Čukarici; na ta način je bil takratni Stari Beograd dušnopastirsko čisto zadovoljivo pokrit. Glavno breme so nase prevzele redovne družbe s svojimi gorečimi in požrtvovalnimi redovniki in redovnicami, ki so zase in svoje vernike poskrbeli z graditvijo redovnih hiš, pa tudi cerkva in kapel. 
Ko pa je prišel leta 1924 Rodič v glavno mesto novonastale države Slovencev, Hrvatov in Srbov, vsega tega še ni bilo na vidiku in zato je moral najprej ustanavljati nove župnije. Pred Prvo svetovno vojno je namreč obstajala v Beogradu ena sama kapela Svetega Ladislava pri avstroogrskem veleposlaništvu - v Srbiji pa samo katoliški cerkvi v Nišu in Kragujevcu, ki pa je bila dolgo časa celo brez duhovnika. Z njegovim prizadevanjem in s sodelovanjem zlasti redovnikov in redovnic, kakor tudi z navdušenim vključevanjem številnih vernikov, pa so nastajala nova verska središča s svojimi cerkvami in župnišči ne le po samem Beogradu, ampak tudi šire po Srbiji - skupaj s številnimi bratovščinami in društvi, ki so bogatila duhovno življenje starih in mladih ne le ob nedeljah in praznikih, ampak tudi v prostem času ob delavnikih. 

#### Kristus Kralj
V srednjem veku je bilo pred vdorom Turkov v ogrskem Beogradu nekaj katoliških cerkva, kot je videti na starih litografijah, a je v neugodnih razmerah izginila za njimi vsaka sled. V novem veku segajo začetki župnije v sredo 19. stoletja, a 1845 so začeli duhovniki voditi matične knjige. Med Svetim sedežem in Kneževino oziroma Kraljevino Srbijo so več kot 60 let potekala neuspešna pogajanja, ki so bila končana šele 1914 - po Sarajevskem atentatu - s sklenitvijo konkordata. Izbruh vojne je preprečil uresničitev pogodb. Tako je šele po končani vojni in nastanku nove države - Države Slovencev, Hrvatov in Srbov - skrajšano kar SHS prišlo do izbirnega izvajanja nekaterih dogovorjenih točk konkordata. Ustanovljena je Nadškofija v Beogradu s sufragansko Škofijo v Skopju. Zaradi svobodomiselne in protikatoliško usmerjene politike takratnih vlad ni bilo nikoli uresničeno določilo, po katerem bi država zgradila in vzdrževala novo nadškofijsko stolnico in palačo za škofa in upravno osebje, obenem pa tudi primerno stavbo za vzgojo duhovniških poklicev - ki pa jo je na lastne stroške zgradila v Zagrebu banatska apostolska uprava.
Na ozemlju bivše Avstro-Ogrske je najprej nastala Država Slovencev, Hrvatov in Srbov, ki se je bolj ali manj prostovoljno združila s Kraljevino Srbijo v novo državno tvorbo Kraljestvo Slovencev, Hrvatov in Srbov. S Šestojanuarsko diktaturo 1929 jo je kralj Aleksander preuredil in preimenoval v Kraljevino Jugoslavijo in razdelil ne na republike po narodnostnih mejah, ampak na banovine. Zaradi lažjega razumevanja je v članku uporabljen za novo državo redno naziv Kraljevina Jugoslavija, ki je enakovreden poljudnemu nazivu Stara Jugoslavija - medtem ko se za Novo Jugoslavijo uporablja naziv SFR Jugoslavija, čeprav je tudi ona večkrat menjala svoje ime. 
29. oktobra 1924 Pij XI. imenoval prvega beograjsko-smederevskega nadškofa v osebi Ivana Rafaela Rodića. Poslopja bivšega veleposlaništva so bila kupljena za nadškofovsko rezidenco in župnišče tekom 1925, vendar je vlada s plačevanjem denarnih obveznosti že od začetka zavlačevala in tako še dodatno prispevala k poznejšemu bankrotu nadškofije, ki jo je težil dolg banatske uprave. Ta cerkvica je postala prva župnijska cerkev in začasna stolnica, ki so jo 1926 povečali do današnje velikosti ter jo na praznik Kristusa Kralja posvetili Kristusu Kralju. Dozidali so ji tudi zvonik in cerkveno dvorano. Nabavili so nove zvonove, a 15. decembra 1927 so zaigrale po stoletjih prve orgle v Srbiji, ki jih je izdelalo podjetje Franc Jenko iz Šentvida pri Ljubljani. Po izročilu je bil to njegov prvi opus - in igrajo še danes - medtem ko so bile veličastne orgle pri Svetem Antonu na Rdečem križu (izdelane 1966) njegovo zadnje delo.

#### Sveti Anton Padovanski
Glej glavni članek: Cerkev svetega Antona Padovanskega, Beograd
Nadškof Rodič ni pozabil na svoje redovne brate, ki so takoj po prihodu 1926 začeli graditi samostan in zatem cerkev svetega Antona Padovanskega po načrtih slovenskega stavbenika Plečnika. Samostan so zgradili (po enih virih) v nekaj mesecih 1926, a za cerkev z zvonikom postavili temelje 1929 in dokončali 1932 z zvonikom v višini strehe. Najprej ni bilo za nadaljevanje denarja, po vojni pa so nove oblasti gradnjo novih sakralnih objektov na splošno ovirale po celotni Novi Jugoslaviji in jih zelo veliko zlasti po Vojvodini podrle. Možnosti za izgradnjo zvonika so se pokazale tako šele leta 1960 - zlasti zato, ker je mestno vodstvo priznalo tej cerkvi umetniško posebnost in vrednost; takrat so dogradili namesto 60 po malce spremenjenih načrtih 52 m visok zvonik, ki pa je glede na podlago iz zemlje še vedno bil previsok in se je začel pogrezati in obenem nagibati podobno kot tisti v Pisi; danes pa še zmeraj stoji trdno, čeprav nagnjeno - in je s tem dodatno postal zanimiv za številne vernike in druge izletnike - na kar so zlasti Beograjčani vedno bolj ponosni. 
Frančiškane na tem območju omenjajo viri že v 15. stoletju; njihov samostan so uničili Turki 1521, drugič v 17. stoletju; ko so ponovno 1727 zgradili cerkev in samostan, so ga zaradi turškega obleganja 18. septembra 1739 zopet morali zapustiti in se preseliti v Zemun. V Beograd - ki je postal 1918 prestolnica nove države Južnih Slovanov SHS in so se vanj zgrinjali tudi mnogi katoličani iz vseh delov bivšega Avstroogrskega cesarstva - so se frančiškani zopet vrnili pred sto leti, 1925.

#### Blažena Devica Marija
Glej glavni članek: Stolnica Blažene Device Marije, Beograd
Nadškof Rodič je zaupal to župnijo na Neimarju menihom vnebovzetcem (asumpcionistom). Takoj so začeli graditi kapelo za vernike; 1924 se je začela gradnja župnišča, samostana in začasne cerkve, ki je bila dograjena 1925, a temeljni kamen je blagoslovil prvi apostolski nuncij v Jugoslaviji, nadškof Pellegrinetti. Cerkve se je oprijelo ime "Francoska" zaradi navzočnosti francoskih redovnikov, pa tudi zato, ker je bila namenjena kot spomenik prijateljstva med Francijo in Srbijo med prvo vojno. Od 1928 do 1938 je bilo tukaj letno od 150 do 200 krstov. 1930 je bil zgrajen stari zvonik, leto kasneje pa je nadškof Rodić blagoslovil tri zvonove, ulite v savojski tovarni Paccard. Največji zvon nosi ime Svete Marije in je dar kralja Aleksandra, drugi je krščen na ime Sv. apostola Petra in je dar Svetega sedeža, najmanjši pa se imenuje po sv. Ani in je dar faranov.
Edina postojanka vnebovzetcev je končala svoj tek sedemdesetih let prejšnjega stoletja, ko sta se zadnja vnebovzetca - župnik Mato in sobrat Roger - poročila z Beograjčankama. Sloves te skupnosti pa je bil slovenski vnebovzetec Kerec. Po zavezniškem bombardiranju Vračarja 24. maja 1944, ko so verniki bili ravno pri maši na praznik Marije Pomočnice, ki jo je imel izgnani duhovnik, skladatelj in organist Zafošnik, je cerkveno področje ostalo sicer nedotaknjeno, medtem ko je bilo porušenih mnogo okoliških stavb. Sobrat Franc se je sam in z golimi rokami podal na reševanje ljudi izpod ruševin; po vojni je za to herojsko dejanje prejel tudi visoko državno priznanje. Po pričevanju dolgoletnega predsednika Ekumenskega moškega zbora Puclja so verniki to dejstvo pripisovali Marijinemu varstvu.
Po teh dogodkih je vse področje prešlo v škofijsko last, 1988 pa je cerkev nadškof Perko razglasil za stolnico; obenem je cerkev Kristusa Kralja postala sostolnica (konkatedrala).
Kot stolnica je cerkev z okolico šele v zadnjem času temeljito obnovljena in je lahko prav zaživela; saj tu vodijo ognjiščarji Marijanum, ki obsega Pastoralni center, hotel, restavracijo in vrtec v francoščini, V manjši cerkvi je bila maša – večja pa je bila nacionalizirana in vrnjena 1982, sanacija cerkve in okolice pa je dolgo trajala, saj je ravno pod njo tekel potok in je bila zato zmeraj mokra. Pri obnovi so pomagale različne katoliške dobrodelne zveze, dober delež pa je prispevalo tudi mesto Beograd. Tukaj so največje uporabne orgle v Srbiji; to duhovno središče pa je posvečeno svetemu papežu Janezu XXIII., ki mu je v čast postavljen tudi lep spomenik. On je tukaj večkrat prenočeval, kadar je potoval skozi Beograd, ko je bil še nuncij v Bolgariji in Turčiji.

#### Sveti Ciril in Metod
V začetku 20. stoletja se je mesto Beograd začelo širiti tudi na jugozahod. 5. julija 1929 so slovenski lazaristi sprejeli v upravo Čukarico, kjer je že od 1927 ob nedeljah imel duhovnik mašo v zasebnem stanovanju. Kupili so hišo v Požeški ulici in v njej odprli kapelo, kjer je bila prva maša 5. avgusta 1929; 13. avgusta pa so začeli graditi novo cerkev, ki jo je nadškof Rodić 17. novembra 1929 posvetil v čast svetih bratov Cirila in Metoda. Cerkev je dvoranskega tipa s polkrožnim stropom, a zvonik je visok 23 metrov. Nad glavnimi vrati cerkve je značilen napis: "Da bi bili vsi eno!". 
Župnija, ki je imela takrat že 2500 vernikov, je bila ustanovljena 1. januarja 1930 in je bilo tega leta krščenih 77 otrok, poročenih 32 parov in pokopanih 23 vernikov. Versko življenje je bilo zelo razgibano. 
Tu so se naselile tudi slovenske nune usmiljenke, ki so v Beogradu od leta 1920, in pomagajo v dušnem pastirstvu vse do danes: skrbijo za uboge in bolne, zelo blagodejno pa so delovale po bolnicah in s tem omilile marsikateri predsodek zoper katoličane tako pravoslavnih vernikov kot njihovih duhovnih pastirjev, pa tudi drugih povojnih ne preveč pobožnih oseb.

#### Sveti Peter
Zgodovina te župnije je tudi zgodovina jezuitov v Beogradu in sega več stoletij nazaj. Jezuita Bartol Kašić in Sini sta tu ustanovila humanistično šolo, prvo na Balkanu. Poznejši poskusi ponovne naselitve so sovpadali s trikratno osvojitvijo mesta od Turkov in z njegovo osvoboditijo ter z vnovičnimi začetki pastoralnega dela; mesto in cerkev so redovniki ponovno morali prepuščati Turkom – iz porušene cerkve so rešili samo Marijino podobo, ki jo je ljudstvo začelo v Petrovaradinu častiti pod nazivom Beograjska Bogorodica in so to sliko zopet slovesno prenesli v novozgrajeno cerkev 1934. 
Ko so torej jezuiti 1930 znova prišli v Beograd, so na Novo leto 1931 začeli dušnopastirsko delovanje v na novoustanovljeni župniji sv. Apostola Petra in kupili hišo ter 1933 zgradili cerkev. Prava uganka je, kako so sredi strogega centra lahko v takem nenaklonjenem ozračju postavili sorazmerno veliko katoliško cerkev, ki od zunaj sploh ni opazna; notranji minister - slovenski duhovnik Korošec jim je tedaj zajamčil svojo podporo, če bi prišlo do kakih zapletov in jih spodbudil, da naj hitijo z gradnjo; po takratnih zakonih namreč ni bilo mogoče porušiti stavbe, če je prišla zidava že do strehe - in tako se je vse srečno končalo. V kako pomembnem delu Beograda je ta duhovni center, spričuje dejstvo, da ima čisto blizu - na Makedonski 29 - sedež znani dnevnik "Politika", ki ga je ustanovil časnikar slovenskega rodu Ribnikar - v bližini pa delujejo še mnoge druge pomembne ustanove. 
Že 1931 je bilo v tej župniji prek 130 krstov in je 1940 preseglo njih število 200. Prednost te fare je osrednji položaj, pa tudi dobre tramvajske in avtobusne zveze. Jezuiti so poleg drugega raznovrstnega dela imeli na skrbi zlasti izobražence, pa tudi doraščajočo mladino. Da bi ustregli različnim narodom in diplomatskemu osebju, so imeli od vseh začetkov mašo v raznih jezikih, tudi v slovenščini; dolga leta je to mašo opravljal vsako nedeljo ob 11h slovenski jezuit Zupančič; pevci so pri njej peli slovenske nabožne pesmi. Zupančič je bil vedno pripravljen na maševanje, pridiganje spovedovanje ali kako drugo duhovniško delo ter priljubljen med verniki zlasti zaradi svoje vesele in korajžne narave, kar mu je večkrat prav prišlo. Sam je pripovedoval, kako so partizani po vojni vzeli ključ od cerkve Povišanja svetega križa v Borči, ki je naselje čez Donavo. On je odšel na Krajevni mestni odbor in prosil partizane za ključ s temile besedami: »Jaz sem Župančič, po katerem tudi tukajšnja partizanska brigada nosi ime. Prišel sem se vam zahvalit, da ste od okupatorja obranili našo cerkev in varovali njen ključ; sedaj je domovina svobodna pa prosim, če bi ključ lahko dobil nazaj.« Tvegano podjetje se je srečno končalo – res so mu dali ključ od cerkve, ki še danes stoji in deluje (2024) - medtem ko je bilo mnogo zlasti vojvodinskih cerkva v tem povojnem času oskrunjenih in porušenih.

#### Drugod po Srbiji
Zunaj Beograda so v Rodičevem času zgradili lepe cerkve v Smederevem, Šabcu, Boru, Zaječarju in na Ravni Reki, kapele pa v Valjevem, Leskovcu, Aleksincu in v Kragujevcu.

## Nepremagljive ovire in hude težave

### Načrti za graditev nove stolnice
V prvi polovici dvajsetega stoletja so se v Beograd zgrinjali razni podjetniki, strokovnjaki in delavci, kakor tudi številni fantje in dekleta iščoč zaposlitev. Število katoličanov je zlasti po nastanku nove države Južnih Slovanov - Kraljestva Slovencev, Hrvatov in Srbov – v kateri je bilo skoraj polovica katoliške veroizpovedi - naraslo v prestolnici na 40.000. To je znašalo kar 17 odstotkov od celotnega števila 240.000 prebivalcev, ki jim pa lahko prištejemo še 17.000 Zemuncev, ki glede bogoslužnih prostorov niso bili v enaki zadregi. Skupna vsota vseh katoličanov na današnjem beograjskem območju (2024) je bila v tistem času – a po srbskih verodostojnih virih – kar 57.000 prebivalcev, torej 24%, kar je pomenilo skoraj četrtino vsega prebivalstva.
Glede na Popis prebivalstva leta 1931 pa je v celotni Kraljevini Jugoslaviji živelo 13.934.038 prebivalcev. Od tega je bilo glede na veroizpoved 6.785.501 pravoslavcev, 5.217.847 rimokatoličanov, 1.561.166 muslimanov, 231.169 evangeličanov in 138.355 drugih.
Beograjski katoličani so imeli na razpolago le kapelico Sv. Ladislava - ki pa takrat ni bila v cerkveni lasti-; zato je osemdeset beograjskih katoličanov 29. avgusta 1920 ustanovilo „Društvo za gradnjo katoliške cerkve“, ki ga je vodil upravnik pivovarne „Bajloni“ Karel Mataušek. Njihovo delo je ob prihodu v prestolnico 1924 vsestransko podprl tudi novi nadškof Rodić.

### Sovražno ozračje
Pri vztrajnih poskusih za graditev primerne katoliške stolnice v Beogradu je nadškofu Rodiču spodletelo, kar pa ni bila le njegova krivda. Finančna polomija je bila zanj in katoličane veliko hujši udarec in posledica dolga, ki je težil 1929 na novo zgrajeno semenišče "Crisinum" v Zagrebu - duhovno vzgajališče za banatske duhovniške poklice nemške in madžarske narodnosti. Vprašanje stolnice pravzaprav ni bilo v tistem času več niti odločilno niti pereče, saj so redovne družbe z zgraditvijo novih župnijskih središč in seveda tudi cerkva po celem beograjskem območju, pa tudi po Srbiji, že poskrbele za potrebne stavbe prav tam, kjer je bilo največ katoliških vernikov. 
Ustanovitev nove nadškofije v Beogradu s sufragansko škofijo v Skopju je bila predvidena že s konkordatom iz leta 1914; tam je bila tudi določba, da bo država poskrbela tudi za postavitev in gmotno podporo osrednjim ustanovam, kot tudi za njihovo redno vzdrževanje z vsakoletno podporo. 
Katoličanom nenaklonjene oblasti pa ne samo, da niso dale nič denarja za gradnjo stolnice, škofove rezidence in semenišča in drugih temeljnih ustanov v Beogradu ali na območju Srbije, ampak so pod raznimi pretvezami zavlačevale celo prvo stopnjo, a to je dodelitev primerne in v resnici proste lokacije. Ko so beograjski katoličani spregledali to slepomišenje, so z razlogom obupali nad ugodnim izidom postavitve stolnice; ne čudi torej, da je Rodič od srečolova zbrani denar namesto za gradnjo nove, uporabil za skromno razširitev dotedanje "stare stolnice". Za primero mimogrede samo omenimo, da je SPC v istem času brez ovir dobila gradbeno dovoljenje in vsestransko pomoč za zgraditev cerkve in duhovnega središča v Sloveniji na najlepši možni ljubljanski lokaciji - v zaščitenem predelu parka Tivolija; podobno tudi na Hrvaškem v Zagrebu; iz tega bi se dalo sklepati, da pri katoličanih - zlasti Slovencih - na splošno ni bilo predsodkov zoper pravoslavce že od Slomškovih časov naprej. 
Da bi morebiti le zbral denar za stolnico, je med drugim bil pripravljen po tedanji navadi velik in sorazmerno uspešen srečolov, ki je po predvidevanjih prinesel dokaj lepo vsoto; vendar je to bilo manj ko desetina potrebnega denarja. Iz dolgov, ki so težili zagrebški "Crisinum", pa se Rodič ni mogel več izkopati; "Prva hrvatska štedionica" s sedežem v Bečkereku in druge denarne ustanove so že tako zasegle več stavb v lasti škofije; država pa v tem sovražnem ozračju - čigar vrhunec se je pokazal med konkordatno krizo v Krvavi procesiji - ni hotela ali pa si ni upala pomagati.
Zato se je 28. novembra 1936 Ivan Rafael Rodič službi nadškofa dokončno odpovedal; ostal mu je le častni naziv naslovni nadškof Philippopolisa, kar je naziv nekdanje škofije Plovdiv v Trakiji, sedaj Bolgariji.
Odhajal pa je iz Beograda z zavestjo, da je storil vse, kar je bilo v njegovi moči, za ureditev razmer v čisto novih in katoličanom nenaklonjenih okoliščinah tako v Beograjski nadškofiji kot tudi že prej v Banatski apostolski upravi. Njegova skrb za nove duhovniške poklice pa ni bila jalova. V času njegovega odstopa, v letih 1936/37, je imela samo Banatska uprava že 23 bogoslovcev in 18 semeniščnikov - duhovnikov pa okrog 80. To je bil velik uspeh v primeri s stanjem 2024, ko je odšel njegov naslednik škof Nemet iz Zrenjanina prav tako na beograjski nadškofovski prestol: bogoslovci so bili tokrat trije, semeniščnika pa ni bilo niti enega; večina od približno 20 duhovnikov je že dosegla starostno mejo, ko drugi državljani gredo v zasluženi pokoj. 

#### Lateranski in drugikonkordati
Papeži so od uničenja Papeške države postali prostovoljni "vatikanski ujetniki", ki Vatikana nikoli niso zapuščali, začenši s Pijem IX.. Drugačen veter je zavel s prihodom Pija XI., ko je bilo končno urejeno od 1870 zamrznjeno Rimsko vprašanje. Po eni strani je s sporazumi uredil položaj Vatikana in Katoliške Cerkve v Italiji, po drugi strani pa si je od podobnih konkordatov - ki so sledili, obetal papež preveč; zgodovinarji mu očitajo, da je večkrat spregledal uspešno delovanje katoliških strank v zadevnih državah, ki je po konkordatih zamrlo. Razočaranje je bilo največje ravno v zvezi s konkordatom s Hitlerjevo Nemčijo, ker ga je kmalu začel kršiti v nekaterih važnih točkah. Diplomatski odnosi so bili z Jugoslavijo vzpostavljeni kmalu po koncu vojne, a konkordat s Staro Jugoslavijo je bil posebna zgodba: čeprav je bil že podpisan na obeh straneh - nikoli ni bil ratificiran zaradi neljubih dogodkov, ki so sledili. 
Pod Pijem XI. je bilo z Lateranskimi sporazumi končno urejeno dobrega pol stoletja staro »rimsko vprašanje«, ki je trajalo od prestrela Porta Pia 20. septembra 1870. Kot eden od pogojev za vstop Italije (oziroma njene liberalno-protikatoliške vlade) v Prvo svetovno vojno na strani zaveznikov je bilo v tajnem Londonskem sporazumu določeno tudi, da zavezniki v primeru zmage ne bodo načenjali "rimskega vprašanja" in da "papež ne bo smel sodelovati pri povojnih mirovnih pogovorih" - kar je imelo za nadaljnji potek dogodkov katastrofalne posledice. Znan je bil namreč Benediktov predlog, da naj se meje vrnejo na status quo - tj. na stanje, kot je vladalo pred začetkom 1. svetovne vojne. 
Z Mussolinijevim prihodom na oblast pa so se razmere spremenile: on kot bivši salezijanski gojenec ni imel predsodkov v zvezi z možnim sporazumevanjem s Cerkvijo. Pogovori so se začeli že takoj ob papeževi izvolitvi; 11. februarja 1929 pa so predstavniki Svetega sedeža in Kraljevine Italije podpisali lateransko pogodbo, s katero so ustanovili neodvisno državo Vatikanskega mesta, katere vladar je papež, ki ima vso zakonodajno, sodno in izvršno oblast.
S konkordatom, podpisanem v Lateranski palači, je dobil torej Sveti sedež nesporno oblast (suverenost) nad Vatikansko državo, in mednarodno-pravno samostojnost. Katoliška vera je uživala posebno varstvo in velike ugodnosti; cerkveno poroko je priznala tudi država; verouk, ta "temelj in krona javnega pouka", je postal obvezen v osnovnih in srednjih šolah. Za fašistični režim so postali Lateranski sporazumi pomembno priznanje zakonitosti pred svetovno javnostjo.
V znamenje sprave je naslednjega julija papež z evharistično procesijo vstopil na Trg svetega Petra, prvič je pa izšel iz vatikanskega ozemlja 21. decembra 1929, da sprejme uradno v posest svojo stolnico - Lateransko baziliko.
Odnose med svetim sedežem in posameznimi državami je urejal papež s številnimi konkordati: 1922 z Letonijo, 1924 z Bavarsko, 1925 s Poljsko, 1927 z Romunijo in Litvo, 1929 s Prusijo, 1932 z Badnom, 1933 z Avstrijo. 1937 so imele papeškaga nuncija že naslednje države: Argentina, Avstrija, Belgija, Bolivija, Brazilija, Češkoslovaška, Čile, Kolumbija, Kostarika, Nikaragua, Panama, Kuba, Estonija, Francija, Nemčija, Guatemala, Haiti, Honduras, Salvador, Irska, Italija, Jugoslavija, Latvija, Paragvaj, Peru, Poljska, Madžarska, Portugalska, Dominikanska republika (San Domingo), Romunija, Švica, Venezuela in Ekvador.
To je bil vsekakor napredek v primeri s politiko osamitve in namernega odrivanja papeža od reševanja narodnih in mednarodnih sporov že v času papeževanja Pija X., še bolj pa za časa Benedikta XV. - kljub njegovim izrednim mirovnim prizadevanjem - velikokat pa ravno zaradi njih. Na mirovne pogovore v Versaillesu po Prvi svetovni vojni papež ni bil povabljen, in zato so mirovni pogovori šli ne le v smer končanja vojne, ampak tudi v smer maščevanja nad poraženci - kar je dalo netivo za vžig naslednje. Na ta način so mirovni pogoji za poraženo stran bili skrajno ponižujoči, kar je povzročalo trajno nezadovoljstvo, ki je kmalu preraslo v nov svetovni spopad. 
Že sredi vojne 1917 je namreč podal Benedikt XV. v svesti si svoje duhovne dolžnosti kot očeta narodov, konkretne predloge vsem vojskujočim se stranem za končanje te nekoristne morije, čeprav se je zavedal, da govori v veter, kajti nobena od vpletenih strani ni pričakovala od vojne manj kot popolno zmago. Neko priznanje in zadoščenje je dobil ta papež miru šele mnogo pozneje, ko je njegov papeški soimenjak Benedikt XVI. ob devetdesetletnici poziva poudaril 2007, da je bilo - čeprav tedaj neuspešno - to mirovno prizadevanje usmerjeno v prihodnost Evrope in sveta po krščanskih načelih in je temeljilo na mednarodnem pravu.

#### Zapleti v Jugoslaviji
Nekaj čisto posebnega pa so bile zapletene razmere v Stari Jugoslaviji, ki že od časov Kneževine in Kraljevine Srbije – kljub naraščanju katoliškega prebivalstva - niso bile naklonjene konkordatu. 
Srbija ga je sicer nerada sprejela - verjetno tudi pod pritiskom grozečega vojaškega spopada;  
v Rimu so ga podpisali 24. junija, narodna skupščina v Nišu pa ga je potrdila 8. avgusta 1914, ko je že z vso silo divjala 28. julija 1914 začeta Prva svetovna vojna in še ni bilo jasno, na katero stran se bo vojna sreča prevesila; zato je upravičeno postavljati iskrenost te odlločitve pod vprašaj.
V zvezi z obveznostmi, ki jih je takrat sprejela Srbija, je nova država SHS po končani vojni privolila v ustanovitev nadškofije v prestolnici in tako je bil 29. oktobra 1924 imenovan za nadškofa dotedanje apostolske uprave Beograd-Smederevo Rafael Rodić, s tem da je zadržal Banatsko apostolsko upravo. Nova država pa ni omogočila nemotenega in uspešnega delovanja novi škofiji, škofu in njegovim sodelavcem, saj se je poigravala celo z dodelitvijo primerne lokacije za stolnico in nadškofovo palačo vse do konca njegovega beograjskega bivanja. Po sporazumu bi morala država cerkvene ustanove tudi finančno podpirati, kar pa je bilo le delno uresničeno; in prav skrb za duhovniški podmladek z graditvijo semenišča "Crisinum" v Zagrebu za banatske pripravnike je pripeljala Rodiča in nadškofijo do bankrota.
Londonski klub je dal pobudo za ureditev odnosov s katoličani že takoj ob nastanka nove države Južnih Slovanov Slovencev, Hrvatov in Srbov 1918, vendar to ni bilo upoštevano in so prevladali večinski merodajni svobodomiselno-nacionalistično usmerjeni krogi, ki so bili katoličanom nenaklonjeni. Zadevo so začeli reševati na neustrezen način, kar je povzročilo namesto sporazuma le še večji razdor in odpor; tako so celo v Vidovdansko ustavo uspeli vriniti že iz avstroogrskih časov sporni in omraženi kancelparagraf. Ne glede na to, da je povzročil toliko hrupa, je v praksi vladala večja treznost in strpnost ter na njegovem temelju ni bil za časa Stare Jugoslavije obsojen noben duhovnik ali kak drug verski uslužbenec.
Papež Pij XI. je zlasti po velikih naporih prvega jugoslovanskega nuncija Pellegrinettija dosegel, da je bil 1935 podpisan tudi z Jugoslavijo konkordat, ki naj bi katoličane v pravicah izenačil s pravoslavnimi; v začetku temu ni nasprotoval ne patrijarh ne drugi. Pozneje pa je SPC zadevo skušala uporabiti zoper vladajočo koalicijo; zgodovinarji sumijo, da je bil gonilna sila tega protivladnega gibanja škof Velimirović, ki je imel velik vpliv ne le v "svetem sinodu", ampak tudi med verniki. Nasprotniki konkordata so za morebitno rušenje vladne koalicije izkoristili nenadno bolezen patriarha Varnava, da so nahujskali duhovščino in ljudstvo zoper ratifikacijo konkordata, češ da bodo odslej prvorazredni katoličani, drugorazredni pa tisti pravoslavci, ki so bili doslej kot izrazito »jugoslovansko usmerjena« skupnost že tako v privilegiranem položaju zlasti glede finančne podpore, ki je niso hoteli deliti z drugimi. 
Za Novo leto 1937 je ta struja hotela izdati poslanico, v kateri je bil konkordat označen za pogodbo s „črnim poglavarjem črne internacionale“ in pozvala ljudstvo, naj se dvigne kot „vojska božja proti vojski satanski“. Oblasti so prepovedale tiskanje brošure, patriarh je nenadoma zbolel, pa so razširile govorice, da je bil zastrupljen. 19. julija je bilo glasovanje o spornem sporazumu v Parlamentu; pravoslavno vodstvo je istega dne sklicalo prepovedani shod, ki naj bi bil namenjen molitvam za zdravje bolnega patriarha, a se je sprevrgel v spopad z žandarmerijo, v Krvavo procesijo (Krvavo litijo). Tega dne je "najboljša vlada v Stari Jugoslaviji" konkordat v skupšini sicer izglasovala, vendar si ga zaradi Konkordatne krize nikoli ni upala ratificirati, čeprav so se duhovi sčasoma umirili.

#### Dolgove "Krizina" veča gospodarska kriza
Že od vsega začetka je Rodić želel izpolniti pričakovanja beograjskih vernikov, ki so hoteli v Beogradu zgraditi predstavitveno stolnico. Načrti so bili pripravljeni, toda glede lokacije ni šlo vse po načrtih. Tedaj so začeli čutiti posledice gospodarske krize tudi v Jugoslaviji. Največje skrbi pa je povzročal sicer zgrajeno, toda neplačano semenišče in zavod internatske vrste "Crisinum" ali "Krizin" v Zagrebu. Veliko so pričakovali od srečolova, ki se je sicer sorazmerno uspešno končal – vendar denarja še zdaleč ni bilo dovolj za poravnavo dolgov in nadškofija je bila pred bankrotom: banke so grozile z zaplembo in prodajo cerkvenega premoženja.
Zaradi naraščanja dolgov je bil Rodič prisiljen zastaviti tudi škofijsko palačo. Zato je v začetku leta 1934 kralju Aleksandru ponudil, naj bi odkupil Crisinum kot dom za revne študente, vendar je naletel na gluha ušesa.
Krizin je bil zamišljen kot dom za katoliške študente v katoliški zagrebški sredini in zanj je sprejel odgovornost škofov svetnik ali konzultor Engel, ki je že prej imel v lasti zavod ali konvikt v Bečkereku in ga je uspešno vodil tudi v gmotnem oziru. S konzultorji se je Rodič dogovoril, da bo apostolska uprava kupila in plačala zemljišče, medtem ko je Engel zagotavljal, da bo zavodske stroške poravnal čanadski škof, kar pa se je pozneje izkazalo kot neuresničljivo. Nadškof se je v zvezi s tem večkrat obrnil na škofa Glattfelderja, poslal mu je pa tudi 15. januarja 1926 pismo prek škofijskega ekonoma Engela , da bi v Segedinu osebno in podrobno razložil težavne banatske razmere. Že 20. januarja 1926 mu je segedinski škof – ki naj bi prispeval v ta namen 2.000.000 pengőv kot nadomestilo za izgubljena posestva, sicer vljudno, vendar brez ovinkov pojasnjuje, da se tudi sam nahaja v težkih gospodarskih prilikah in da za sedaj ne more v ta namen ničesar prispevati; dodaja, da do »odtrganega dela Banata« ne čuti nobene gmotne obveznosti. Domnevno zanesljivo obljubljena pomoč, na katero sta se in Rodič in Engel tako zanesla, pa ni nikoli prispela.
Rodič je ob spoznanju, da iz pomoči ne bo nič, pisal Engelu, ki je že začel gradnjo zavoda, naj jo razveljavi (»stornira«)  Engel pa ga ni ubogal in je nadaljeval začeto delo, ter začel jemati posojila pri cerkvenih ustanovah in pri posvetnih bankah. 
Zavod je bil slovesno odprt jeseni 1929. V nagovoru je nadškof Rodič pojasnil, da je „Zavod blaženega Krizina“ poimenovan po mučencu Marku Križevčanu, da bi študente s svojim zgledom spodbujal k praktičnemu krščanskemu življenju.  Mnoge ugledne osebnosti so hvalile so hvalile to zamisel, a v stiskah so redki priskočili na pomoč; vendar je „Crisinum“ ostal v cerkvenih rokah komaj desetletje. Že v začetku je „Krizina“ prizadela svetovna gospodarska kriza, pa tudi preveliki izdatki:
| Hrvaški izvirnik | Slovenski prevod |
| --- | --- |
| ”Što se tiče rektorske plaće to sam ja od ranijeg rektora samoga čuo, da ste mu bili odredili 2000 dinara. Međutim on je sebi računao 1000 dinara formalno kao plaću a 3000 kao reprezentaciju.” | »Glede rektorske plače sem slišal od prejšnjega rektorja samega, da ste mu določili 2000 din. Je pa računal sam sebi 1000 dinarjev kot osnovno plačo in 3000 dinarjev kot predstavitveno.« |

Ko je dobil novo posojilo od „Praštedionice”, je nadškof privolil v hipoteko nad nadškofijsko palačo; zapletena zadeva se ni končala z njegovim odstopom, saj banka ni odstopila od tožbe, ki je bila najprej zavrnjena, saj se nadškof ne bi smel toliko zadolžiti brez papeškega dovoljenja in to je bil glavni razlog da je Sveti sedež zahteval njegov odstop. 
1933 so dolgovi presegli 14.000.000 dinarjev, ki bi jih bilo mogoče poravnati le z novimi zadolžitvami. Primer neuspele gradnje beograjske stolnice in zagrebškega semenišča kaže na to, da so jugoslovanski katoličane bili drugorazredni državljani. Čeprav je iz državnega proračuna dobivala večino sredstev tako katoliška kot pravoslavna Cerkev, je bila ogromna razlika v vsoti; tako je na primer Srbska pravoslavna cerkev samo leta 1925 prejela državno pomoč v višini 70.000.000 dinarjev; vsota, ki bi večkratno presegla Rodičeve dolgove. Kljub večkratnim prošnjam je nadškofa vlada pustila na cedilu in ni hotela pomagati. Izgradnja katoliške katedrale bi bila dokaz enakopravnosti katoliških in pravoslavnih državljanov – neizgradnja pa je pokazala prav nasprotno. 
Denarna sredstva, ki so bila potrebna za izplačilo zadolženega semenišča in pa za izgradnjo primerne stolnice, so bila neznatna v primerjavi s tistimi, ki jih je prejemala v istem času pravoslavna Cerkev, ki je tudi v času najhujše krize ob državni podpori mirno gradila. Nadškof se je še zadnjič obrnil za pomoč na predsednika vlade Stojadinovića, ki pa ga sploh ni hotel sprejeti; kot že prej večkrat njegovi predhodniki in tudi kralj, niso hoteli v tej zadevi pomagai - in tako je Beograjska nadškofija ter skupaj z njo Banatska apostolska uprava - res ostala do konca Rodičevega škofovanja takorekoč "brez sleherne človeške pomoči".

#### Pravi človek ob pravem času na pravem mestu
Jugoslovanska vlada je načrtovala meddržavni obisk pod vodstvom kneza-namestnika Pavla v Italiji, kjer naj bi delegacijo sprejel tudi papež Pij XII.; pred tem obiskom – ki je bil kmalu po njegovi izvolitvi marca 1939, a vodil ga je knez Pavel s soprogo, udeležil pa se ga je tudi pravosodni minister - katoliški izobraženec, politik, dobrotnik potrebnih in pravnik Ružič - je knez končno hotel rešiti vprašanje dolgov Beograjske nadškofije oziroma bolje rečeno: Banatske apostolske uprave. Pravi mož o pravem času na pravem mestu – sicer nestrankarski človek, ki je zadevo dokončno uredil, je bil ravno omenjeni minister. Še danes stoji ob uvali Martinšćica njegova „vila Ružić“, zgrajena pri koncu njegovega službovanja – ki je spremenjena v muzej z bogato knjižnico, različnimi umetniškimi zbirkami in seveda z natančnimi opisi takratnih dogodkov.
Kot pravosodni minister je Viktor Ružić zahteval od banke, da se mora zadovoljiti z vsoto dva in pol milijona dinarjev, ki jih bo plačalo ministrstvo. Tako je banka šele po pritisku privolila in v zameno umaknila hipoteko z nadškofijske palače v Beogradu, ki še danes služi svojemu namenu. Na ta način je bilo – sicer z veliko zamudo in za Rodiča prepozno – rešeno vprašanje gmotnega obstoja Beograjske nadškofije – in ki bi brez krepke državne pomoči zdrsela po poti, po kateri je pol stoletja pozneje zaradi odrekanja državnega posredovanja zdrsela in gmotno propadla Mariborska nadškofija; škofje so zaman predsednika Pahorja rotili za ureditev zadeve, saj je bila – po njihovem mnenju – pravzaprav glavni krivec za denarno polomijo banka - NLB; prišlo je skoraj do ukinitve same nadškofije. Podobno usodo bi lahko doživela Beograjska nadškofija, če je ne bi zadnji hip rešila pred zlomom država. Z dobro voljo je ena od naslednjih vlad le rešila perečo zadevo; kakor pa je nerešavanje dolgov Beograjske nadškofije pokazalo nepripravljenost neke vlade in nekaterih krogov, da se zadeva pravično in ugodno reši – tako je tudi nereševanje finančnih zapletov okoli Mariborske škofije odkrilo podobno nepripravljenost nekaterih takratnih krogov.

## Odpoved, smrt in spomin

### Odstop
Katoliška beograjska nadškofija je zaman prosila pomoči pri kralju in pri vladi – pa tudi drugod po Jugoslaviji in tujini: tako Rodič ni videl drugega izhoda, ko da je ponudil papežu Piju XI. svoj odstop, ki je bil sprejet; prenehal je biti beograjski nadškof, ostal pa je kot naslovni nadškof Philippopolisa (Plovdiva). Njegov naslednik je postal ljubljanski profesor teologije Josip Ujčič.
Glavni "krivec" za denarno polomijo, "Semenišče Crisinum v Zagrebu" - kakor tudi mnoge druge podarjene nepremičnine - pa so bili za katoličane za vedno izgubljene; v Beogradu je ostalo vse njegovo pohištvo in druge premičnine - ničesar ni vzel s seboj. Ujčić je to prepisal na škofijsko menzo. 

#### Njegov naslednik je sprejet od civilne oblasti
Glede dolgov je posredovalo državno vodstvo, da je "Prva hrvatska štedionica" umaknila hipoteko z nadškofijske palače in se zadovoljila z določeno odškodnino. Rodičev naslednik je torej začel delo v skromnih okoliščinah, nadaljeval pa brez dolgov šele po letu 1939, ko je državno vodstvo prisililo banko, da je umaknila hipoteko z beograjske škofijske palače. 
Nove težave so se zgrnile zlasti nad Beograd - ki je bil 6. aprila 1941 hudo bombardiran -, nad Jugoslavijo - ki je bila razkosana -, in na ves svet med in po Drugi svetovni vojni. Takrat se je Ujčič izkazal kot spreten diplomat in kot "angel miru" - v stalni povezavi z zagrebškim nadškofom Stepincem -, pomagal in reševal preganjane ali zaprte, ne glede na narodnost, vero ali stranko. O tem obstaja obilica pričevanj in ohranjenih dokumentov, čeprav nasprotniki Cerkve sicer omenjajo njegovo dobrodelnost, pa nalašč dodajajo, da je bila omejena samo na katoličane. V novih razmerah in v odnosih s popolnoma drugačno oblastjo se ni bilo lahko znajti, saj v cerkveni zgodovini še ni bilo podobnega primera. Kljub temu se je nadškof trudil navezovati človeške stike povsod, kjer je bilo le količkaj mogoče. Zato ne čudi, da je končno Ujčič za svoje delovanje v prid "izboljšnja odnosov med državo in Cerkvijo" prejel tudi najvišje državno priznanje 1960.
Novi nadškof Ujčič je prispel v Beograd 3. novembra 1936 in se že naslednjega dne sešel z ministrom Korošcem, enim od voditeljev vladajoče koalicije. Ministrski predsednik Stojadinovič, ki ni hotel sprejeti poprej nadškofa Rodiča na njegovo zahtevo, je Ujčiča sprejel in takoj dal soglasje za spremembo na nadškofovskem sedežu.

### Delovni pokoj
Kostajnica
Nadškof Rodič je v spremstvu svetnika (konzultorja) Čmelarja zapustil za vedno Beograd 1. decembra 1936 in odpotoval v Hrvaško Kostajnico, kjer so ga pričakali frančiškanski provincijal Troha, predstavnik kraja in njegov bivši učenec iz bogoslovja, gvardijan Grečl. Naselil se je v frančiškanskem samostanu. 
Zakaj se je naselil ravno v Kostajnici? Privlačila ga je nedotaknjena narava in samostanska tišina, pa tudi bližina bosenskih hribov, kamor je rad zahajal na sprehode. 
O njegovem bivanju piše takratni kostajniški župnik Ferdo Frölich takole: „Nadškof je bil človek vzornega in svetega življenja, ki je bil do vsakogar prijazen, ljubezniv in dostopen. Spremembo je prenašal bogovdano in potrpežljivo, brez potrtosti in pritoževanja in so ga vsi radi imeli. Rad je pomagal zlasti pri spovedovanju v župnijski cerkvi, kjer je ob večjih praznikih tudi maševal in pridigal. .
Slavonska Požega
26. aprila 1937 se je preselil k frančiškanom v svojem rodnem kraju Požegi, kjer se je držal starega benediktinskega načela: »Moli in delaj!«
Zagrebški nadškof Bauer mu je z veseljem podelil spovedno jurisdikcijo po celi nadškofiji, kakor tudi uporabo škofovske palice in mitre. Priznava mu, da je le zaradi spleta nesrečnih okoliščin moral odstopiti, čeprav je vedno zavestno delal za dobro Cerkve in vernikov. 
Radi so ga vabili na razne slovesnosti kot odličnega govornika; zapažen je bil njegov govor na proslavi papeškega dneva, kjer je razlagal pomen in odličnost papeštva v preteklosti in sedanjosti, ter omenil nekaj dogodkov iz življenja vladajočega papeža Pija XI., kar kar je nabito polna dvorana pospremila z navdušenim ploskanjem. Tudi med vojno je pomagal v dušnem pastirstvu po svojih močeh: rad je pridigal in spovedoval po okoliških župnijah.
Zlata maša
Zlato mašo je daroval 25. julija 1943, ko mu je pridigal univerzitetni profesor Teofil Harapin. .
Rodić tudi v starosti ni prenehal z dušnopastirskim delom in je v sedemnajstih letih svojega bivanja v Požegi kot birmovalec obiskal mnoge župnije prostrane zagrebške nadškofije. Po Drugi svetovni vojni je bilo dela še več, saj so komunistične oblasti zagrebškemu nadškofu Stepincu prepovedale zapuščati Zagreb, ga spravile v zapor in nazadnje internirale v njegovi rojstni vasi Krašiću. Tako je na njegovo prošnjo samo 1948 podelil zakrament svete birme v šestih slavonskih dekanijah, kar je trajalo nič manj kot dva meseca.
Biserna maša
V Slavonski Požegi mu je 19. julija 1953 za biserno mašo pridigal njegov sobrat in življenjepisec, magister novincev Majstorović, ki mu je za vsebino dal navodilo sam slavljenec: »Govorite o škofovski in duhovniški službi. O meni osebno malo ali nič.« Tak je bil: govoril je z jezikom dejanj – o katerih ni želel, da bi se govorilo z jezikom besed.
 Organist Kamilo Kolb je za to priložnost sestavil skladbo „Dao ti je Gospodin“ („Dal ti je Gospod“); pri slovesnem kosilu pa so prebrali brzojavno voščilo svetega očeta Pija XII., kakor tudi pismo frančiškanskega vrhovnega generala Sépinskega.

### Smrt in pogreb
Aprila 1954 se mu je zdravje začelo slabšati in je pisal provincijalnemu kustosu: »Moje življenje se bliža koncu. Srce mi je oslabelo, noge mi otekajo – kar so zanesljiva znamenja skorajšnjega potovanja.«
Zadnjič je maševal z veliko težavo 5. aprila, nakar je padel v posteljo in tam prejemal tudi sveto obhajilo. Na njegovo željo so mu podelili sveto popotnico, dokler je bil še pri zavesti. Svete zakramente: spoved, obhajilo in maziljenje, je prejel 27. aprila »z veliko mirnostjo in vdanostjo v Božjo voljo«, nakar se je vsem navzočim zahvalil za njihovo skrb in pozornost. Kadar je prihajal občasno k zavesti, je dajal navodila glede pogreba, pa celo truge in tudi obleke, v kateri naj ga pokopljejo in bi on sicer bil najraje pokopan v redovniški kuti, vendar je izrazil željo, naj ga le pokopljejo v škofijskih oblačilih, ki bi jih tako nihče ne mogel rabiti. 
10. maja se mu je stanje poslabšalo in »zbrani sobratje so z molitvijo pospremili njegovo dušo pred prestol Vsevišnjega«. Umrl je na ta dan ob 6h in 25 minut. Nadškof Rodič je umrl torej 10. maja 1954 v Slavonski Požegi, kjer je tudi preživel svojih zadnjih 17 let.
Na pogreb sta prišla beograjski nadškof Ujčič in đakovski škof Bäuerlein. Zagrebški nadškof in kardinal Stepinac se je iz hišnega pripora v rojstnem Krašiću pismeno opravičil. Na pot pa sta se podala tudi škofa Seewis in Bukatko skupaj s frančiškanskim provincijalom Skupnjakom, vendar zaradi okvare na avtu na pogreb sploh niso prispeli. V frančiškanski cerkvi Svetega Duha je imel poslovilni govor njegov prijatelj Majstorović, ki je omenil nekatere dogodke iz nadškofovega življenja v luči Frančiškove duhovnosti.
Dolga povorka duhovnikov, redovnikov in redovnic ter velikega števila vernikov je krenila iz cerkve na pokopališče svetega Elija, kjer so položili k počitku njegovo truplo. Od mnogih sožalnic omenimo le tisto, ki je vsebinsko najbogatejša in jo je poslal dne 25. maja 1954 belocrkvanski župnik Kindl:
| nemški izvirnik | hrvaški prevod | slovenski prevod |
| --- | --- | --- |
| „Eins Säule sei uns gestürtzt... Mit seinem Heimgange ist der gütige Altvater um ein ganzes Himmelreich reicher geworden, ich aber um einen wahren Vater ärmer! Seine imponierende Herosgestalt, Sein zäher Arbeitswille, Seine inbeirbare seelische Gleichmut, gepaart mit einen würdvollen Wohlwollen: waren für mich immer fascinierend, mich an Seine Seele fesselnd und werden mir ein teueres Andenken bleiben bis zum eignenen Lebensende.“ | „Srušio se jedan stup… Smrt je obogatila dobrog Starca s čitevim nebeskim kraljevstvom, a mene osiromašila za jednog pravog oca. Njegova muževna pojava, koja je ulijevala poštovanje; njegova živlava volja za rad, njegova nepomućena duševna smirenost povezana s dostojanstvenom naklonošću: sve je to za me bilo ono što će mi ostati u trajnoj uspomeni do konca mog života.« | »Eden naših stebrov se je podrl ... Dobrohotni dedek je s svojim odhodom postal bogatejši za celo nebeško kraljestvo, jaz pa sem postal revnejši za pravega očeta! Njegova navdušujoča junaška postava, njegova vztrajna volja do dela, njegova neomajna duševna mirnost, povezana z dostojanstveno dobrohotnostjo: so me vedno očarale in me povezovale z njegovo dušo; ostale mi bodo v dragocenem spominu vse do konca mojega lastnega življenja. |

### Spomin
Ob petdesetletnici smrti je bila 3. novembra 2004 zanj opravljena maša zadušnica, ki jo je vodil beograjski nadškof Hočevar v požeški cerkvi sv. Lovrenca; somaševal je provincijal frančiškanske province sv. Cirila in Metoda Jagec ter drugi duhovniki in redovniki. Požeški škof Škvorčević je izrekel priznanje prvemu beograjskemu nadškofu Rodiću, ki je v času svojega službovanja veliko naredil za duhovni in materialni razvoj beograjske nadškofije, da je res postala živa Cerkev; pripomnil je, da so človeške gradnje lahko tudi neuspešne; ker pa je Rodić zaupal v Boga, uspehi kljub temu niso izostali – saj duhovnih uspehov itak ne moremo meriti s človeškimi merili.

### Ocena

#### Nadškof in apostolski upravitelj
Konec novembra 1923 je Rodič sporočil vernikom v okrožnici, da ga je papež imenoval za beograjskega nadškofa s tem, da ostane apostolski upravitelj Banata.  Kako je združeval ti odgovorni službi?
Rodič je redno bival v Bečkereku vsaj osem dni mesečno. Kadar je kam nujno odpotoval, je redno sporočal kraj bivališča in trajanje odsotnosti tudi na Banatsko apostolsko upravo ter duhovščini posvečal vso skrb med drugim tudi s tem, da je očetovsko opozarjal na morebitne napake. To je delal tudi osebno ter je celo po večkrat obiskal duhovnika, ki ga je z lepimi besedami želel spraviti zopet na pravo pot. Banatski kler ga je spoštoval kot pravega duhovnega očeta. O tem je pričeval tudi dolgoletni provikar Tibor Géci, ki je to službo vestno opravljal kot generalni vikar tudi pri škofu Jungu vse do 1988.

#### Kako nadšof Rodič opisuje denarne težave
Svetemu sedežu je sporno zadevo, zaradi katere je moral odstopiti od vodenja nadškofije, sam nadškof Rodič razložil takole:
| Relate ad rem pecuniariam res ita se habebat | V zvezi s finančno zadevo je bila situacija naslednja. |
| --- | --- |
| „Administraturae ex propriis fontibus fundus constructionni destinatus emendus erat, altera vero pars pecuniae necessariae, ut meus consultor dominus Franciscus Engel affirmabat, ab ispo episcopo csanadensi, qui de facto hujus partis Banatus hodie quoque episcopus est, susternenda. Ast proh dolor, haec affirmatio tardius ut dolus manifestata est.“ | Gradbeni sklad je uprava kupila iz lastnih virov; drugi del potrebnega denarja pa naj bi, kot je trdil moj svetovalec g. Franjo Engel, primaknil čanadski škof, ki je "de facto" tudi danes škof tega dela Banata. Žal se je ta trditev pozneje izkazala za neresnično. |

#### Šibke točke in neuspehi
1. Nadškof Ujčič[182] je menil, da je Rodič priredil srečolov z namenom, da bi pokril dolgove zavoda a ne za gradnjo stolnice. To ni verjetno, saj bi se s tem osmešil in onemogočil ne le pri svojih dobrotnikih, ampak tudi pri svojih sodelavcih in vernikih. Loterija je sicer vrgla lepo vsoto - 1.800.000 din, kar pa ni bila niti desetina denarja, ki je bil potreben za gradnjo nove stolnice in ni zadoščalo niti za začetek gradnje - pa saj so tudi s samim dovoljenjem oblasti do zadnjega slepomišile; zato ne čudi, da je dobljeno vsoto nadškof uporabil za kritje dolgov zavoda Crisinum.[183]
2. Rodič je računal na konkretno pomoč od kake ustanove Katoliške Cerkve – zlasti od čanadskega škofa Glattfelderja, ki mu je zagotovil, da bo zadevo podprl, toda da je trenutno tudi sam v težavah, iz katerih se menda ni mogel izkopati, ker je ostal le pri obljubi. Rodič se je obrnil tudi na vodstva frančiškanskega reda in tudi na papeža; ni pa znano, ali je dobil od njega zaprošeni milijon. Od vodilnih je večkrat prosil državno vodstvo - in ni obšel niti kralja. Suveren ga je v letu svojega atentata sicer sprejel, vendar zadnje na njega naslovljene prošnje ni upošteval. Istočasno je država velikodušno podpirala 12 pravoslavnih gradenj samo v prestolnici. Kraljeva hiša je bila naklonjena tudi Judom: Aleksandrov predhodnik kralj Peter je tako 1908 v Beogradu osebno položil temelj za krasno judovsko shodnico in jo gmotno podprl. Najbolj je razočaralo škofa, ker vlada sploh ni upoštevala izrečnih konkordatskih določil o gmotni podpori katoliškim osrednjim cerkvenim ustanovam in ker je tudi pri drugih velikih mecenih naletel na gluha ušesa ali pa dobival znatno manjšo pomoč od potrebne. Tako je kljub številnim manjšim dobrotnikom ostal takorekoč "brez sleherne človeške pomoči".
3. Ohranjena pisma razkrivajo, da Rodić ni vedel, da se gradnje Crisinuma loteva brez denarnega pokritja; to je ugotovil šele potem, ko je bil študentski dom že pod streho in je bilo treba izplačati dolgove. Še junija 1928 je Rodič računal na pomoč škofa Glattfelderja. Bil je prepričan, da se bo zavod lahko s šolnino in drugimi dospelimi sredstvi sam vzdrževal - kar pa bi bilo morebiti možno, če bi bil poln - pa je bil zaseden komaj četrtinsko, pozneje pa zaradi neustreznega vodenja še manj.[184] Srećko Majstorović pa v svojem življenjepisu omenja, da je Rodić sicer še pravočasno zvedel za brezupne razmere glede Crisinuma, ko so si tudi v takih okoliščinah nekateri vodilni podeljevali višje plače od predvidenih; zato je naročil ravnatelju, naj gradnjo "stornira" - vendar ga konzultor Engel ni ubogal in je gradnjo kljub temu nadaljeval.
4. Neuspela gradnja nove stolnice daje slutiti, da SPC ni želela deliti kolača državne denarne podpore enakopravno z RKC. Glede na sredstva, ki jih je država namenjala Srbski pravoslavni cerkvi, so bili stroški gradnje beograjske katedrale - kakor tudi dolgovi dokončanega semenišča Crisinum - res zanemarljivi. Samo za "zasluge skozi zgodovino in v novejšem času za nastanek te države" je SPC prejemala od države enkratno letno pomoć, ki je že 1925 znašala 70,000.000 dinarjev.[185]
5. V tem istem času je država pomagala podirati staro in na njenem mestu graditi novo res predstavitveno palačo „Patriaršije“ tik poleg Stolnice sv. Mihaela ("Saborne crkve") - na najlepši razgledni točki v strogem središču Starega Beograda nad Savo blizu Kalemegdana.[186] Delo je nemoteno potekalo v letih najhujše gospodarske krize 1932-1935 in „predstavlja monumentalno palačo“ za vrhovno upravno telo SPC v prestolnici. Obenem je SPC gradila mogočne Cerkev Svetega Marka ter več drugih cerkva in župnišč, medtem ko je nadaljevanje gradnje velikanske Cerkve Svetega Sava (tik poleg že obstoječe istoimene cerkve) čakalo boljših časov.[187] Za vse te razsipno drage postavitve za mestno in državno oblast, kralja in SPC sploh ni bil nikakršen problem takoj dobiti zahtevano najboljšo možno gradbeno lokacijo, kakor tudi zadostno gmotno podporo, da se vse dokonča po napravljenih načrtih. Lahko si le predstavljamo, koliko je stala samo izgradnja oz temeljev nove "Patrijaršije", če imamo na razpolago podatek, da je samo njena nedavna obnova potrošila čez 7.000.000 dinarjev (okrog 60.000 evrov).[188]
6. Državne oblasti so izgradnjo osrednjih katoliških cerkvenih ustanov na vse načine oteževale in ovirale; enako mestne oblasti, ki so rešitve prošenj za zanesljivo lokacijo in drugih dovoljenj za stolnico "odugovlačile" (tj. zavlačevale) od 1924 pa vse do 1936, ko niso v zvezi s tem izdale niti enega ustreznega gradbenega dovoljenja katoliški nadškofiji; medtem so iste oblasti pravoslavnim samo okoli leta 1930 izdale 12 gradbenih dovoljenj. Druge katoliške župnijske cerkve, ki so jih gradile redovne skupnosti, so imele glede tega več sreče in uspeha..
7. Čeprav se je Rodič obdal s sposobnimi duhovniki (Gecan, Juretić, Vlašić, Čmelar idr.) kot svetovalci (konzultorji), je nekaterim zaupal preveč zlahka in naivno: Franjo Engel ga je nalahko uvedel v gradnjo Crisinuma, njegov zaupnik Hugo Gyenes pa ga je do konca držal v prepričanju, da je srečolov upravičen in uspešen – kljub resnim svarilom od drugod, zlasti iz Nemčije, da čas svetovne gospodarske krize ni ravno najprimernejši. Gyenes je res bil Žid, vendar je že pred leti s celo svojo družino sprejel katoliško vero. V Nemčijo je odšel, da bi tudi tam priporočal srečolov - pa je tam imel še manj uspeha kot v domovini. Če upoštevamo še katastrovalne posledice svetovne gospodarske krize (ki je poraženko Nemčijo še bolj pestila kot zmagovalko Jugoslavijo), je bilo tako podjetje v tistih časih že vnaprej obsojeno na neuspeh.[189]
8. Pri svojih velepoteznih načrtih pa Rodič kot Hrvat ni računal na nacionalizem, o katerem pravi britanski zgodovinar Malcolm:[190] "Najhujša razdiralna sila v jugoslovanski politiki teh let je bil srbski nacionalizem. Srbi[191] so, nahujskani od Srbske Pravoslavne Cerkve, s hudimi demonstracijama uspeli preprečiti sklepanje konkordata med Jugoslavijo in Vatikanom leta 1937." Konkordatna kriza je bila pravzaprav začetek konca Jugoslavije Zanimivo je, da je bil patrijarh Varnava za konkordat, saj ob podpisih ni bilo nobenega vznemirjenja; "sveti sinod" - ali vsaj večina - pa proti. Postavlja se torej vprašanje, komu je patrijarh bil napoti po predpostavki, da je bil zastrupljen.[192]

#### Značaj in uspehi
Rodič je odstopil od službe zaradi finančnega zloma, do katerega ga je pripeljala gradnja zavoda Crisinum v Zagrebu, in zaradi neuspelega srečolova, s katerim je nameraval zbrati sredstva za gradnjo beograjske stolnice. Moramo pa priznati, da je vse druge naloge odlično opravil kljub temu, da ni mogel računati na nobeno človeško pomoč. Ne smemo torej pod vtisom neuspehov pozabiti na nelahke okoliščine, v katerih je prevzel najprej nalogo banatskega upravitelja in nato še položaj beograjskega nadškofa, ter razloge, ki so ga pahnili v težke gmotne razmere in v dokončni bankrot. 
1. Za celovito oceno njegovega delovanja je treba upoštevati, da se je uspešno lotil temeljite izgradnje glede na upravno in dušnopastirsko ureditev beograjske nadškofije, ki se je ohranila vse do danes. Poleg tega so v njegovem času verniki dobili cerkve na vseh tistih krajih, kjer so bile potrebne, kakor tudi svoje dušne pastirje, pa tudi bogato družbeno in karitativno dejavnost.[193]
2. Zanj je značilno, da je zasedal zelo različne položaje na Madžarskem, v Avstriji, na Hrvaškem, v Ameriki in nazadnje v Jugoslaviji in tudi drugod; velikokrat je moral začenjati s temeljev »brez sleherne človeške pomoči«. Pregovorna je bila njegova odločnost in požrtvovalnost v izpolnjevanju prevzetih dolžnosti.[194]
3. Včasih mu je sicer manjkala lastna pobuda, in je preveč zaupal nekaterim sodelavcem, ki tega niso bili vredni. Kadar pa je doživljal neuspehe, ker se je »preveč naslanjal na tiste, ki bi ga morali najbolj podpirati« - a so ga izneverili,[195] pa Rodič vendarle ne vali krivde na nikogar (čeprav bi upravičeno smel), ampak tudi pred najvišjimi cerkvenimi dostojanstveniki vso krivdo prevzema nase.[196]
4. Dobro je poznal način mišljenja in delovanja na avstroogrskem verskem, kulturnem in političnem območju; ni se pa toliko spoznal na beograjski in rimski način diplomatskega govorjenja in delovanja.
5. Bil je zahteven tako do sebe kot do drugih – tako v mirnem kot v vojnem času.[197] Redno je prav njemu Škofovska konferenca zaupala občutljiva vprašanja, ki jih je potem moral predstavljati "na najvišjih mestih, čeprav je to zahtevalo največji pogum duha in srca;" tam je "velikokrat možato in odločno znal nastopati v uresničevanju katoliških načel."[198]
6. Rodič se je vedno in povsod kazal ne le kot doslednega vernika, ampak tudi kot zavednega Jugoslovana oziroma Hrvata; kljub temu je 1884 zavrnil prošnjo Ivana Antunovića, naj bi pomagal k izhajanju časopisa za hrvaške Bunjevce v Bački boječ se nasprotovanja višjih oblasti; pomagal pa jim je pri uporabi njihovega jezika in prejemanju časopisja iz Hrvaške. Ko je Antunoviću le uspelo, da je začel izdajati časopis Neven, pa je 1909 Rodić prispeval več člankov.[28] [199][200]
7. V svojem versko-nravnem ravnanju je bil dosleden in odločen; tako kot podložnik ali kot predstojnik se je redno udeleževal predpisanih nabožnih vaj in je bil do smrti najtočnejši v njihovem opravljanju. Ko je bil izvršen atentat v Beograjski skupščini 20. junija 1928 na Radića, se nadškof niti trenutek ni pomišljal, ampak "je ukrenil vse, da bi voditelj hrvaškega ljudstva na kliniki v Beogradu uredil svoje račune z Bogom". O odločnosti priča tudi njegov vzpon na Triglav leta 1934, ko je imel že svojih 64 let.[201]
8. V mlajših letih ga je gorečnost včasih zapeljala, da je popravljal v skupnosti tudi pomanjkljivosti, za katere ni bil pristojen. [202] V odraslih letih pa so mnogi hvalili njegovo blagost, uglajenost in spoštljivost, o čemer obstaja veliko pričevanj; naj navedemo le nekatera iz Banata:

| Hrvaški izvirnik | Slovenski prevod |
| --- | --- |
| „Prema klericima i svećenicima bio je izvanredno fin i uslužan.” – „Imao je jedan opasni potez što je bio previše dobar.” – „Prema svima se vladao kao prema sebi ravnima.” | "Do klerikov in duhovnikov je bil izjemno prijazen in ustrežljiv." – "Imel je to nevarno potezo in sicer, da je bil predober." - "Vse je obravnaval kot sebi enake." |

### Ivan Rafael Rodič
(angleško)
- Daniel Patafta: Ivan Rafael Rodić – franciscan and archbishop of Belgrade (srce.hr)
- Archbishop Ivan Rafael Rodić - Catholic-Hierarchy Copyright David M. Cheney 27 May 2024
- Prabook: Ivan Rodic archbishop
- Whois: Ivan Rafael Rodić

(hrvaško)
- Ivan Rafael Rodić – Hrvatska internetska enciklopedija
- Robert Skenderović: Crisinum i lutrija – dva neuspjela pothvata beogradskog nadbiskupa Rafaela Rodića UDK262.12 Znanstveni rad

### Njegovi življenjepisci
(hrvaško)
- Emanuel Franjo Hoško. Preminuo poznati trsatski franjevac i povjesničar fra Emanuel Hoško - Bitno.net
- Daniel Patafta Izv. prof. dr. sc. Daniel Patafta – Katolički bogoslovni fakultet (unizg.hr)
- Robert Skenderović dr. sc., viši znanstveni suradnik|Od protomodernizacije do modernizacije školstva u Hrvatskoj (isp.hr)

### Katoliška Cerkev v Srbiji in Jugoslaviji
(srbsko)
- Bojan Munjin: Katolici u Srbiji – snaga je u zajedništvu, a ne u geografiji

(hrvaško)
- Vjekoslav Wagner: Povijest katoličke Crkve u Srbiji u 19. vijeku. Od 1800. do konkordata 1914. godine (1. dio)
- Vjekoslav Wagner: Povijest Katoličke Crkve u srbiji u 19. vijeku. Od 1800. do konkordata 1914. godine (2. dio: Intrige protiv biskupa Strossmayera)
- Zlatko Matijević: Pokušaj razrješenja pravnog položaja Katoličke crkve u Kraljevini SHS 1918-1921. godine

| Nazivi Rimskokatoliške cerkve | Nazivi Rimskokatoliške cerkve          | Nazivi Rimskokatoliške cerkve |
| ----------------------------- | -------------------------------------- | ----------------------------- |
| Predhodnik: Nov položaj       | beograjski nadškof 1924–1936           | Naslednik: Josip Ujčić        |
| Predhodnik: Nov položaj       | Apostolski upravitelj Banata 1923–1936 | Naslednik: Josip Ujčić        |